# Derby de Casablanca
Le Derby de Casablanca (en arabe : ديربي الدار البيضاء) se réfère à l'antagonisme entre les deux plus grands clubs de football au Maroc, tous les deux basés à Casablanca : le Raja Club Athletic et le Wydad Athletic Club. Se déroulant traditionnellement au Stade Mohammed-V, c'est considéré comme l'un des derbys les plus intenses du monde.
Depuis le lancement de la Botola, le Raja CA et le Wydad AC n'ont jamais été relégués en deuxième division et se sont toujours affrontés chaque saison en championnat ou en Coupe du trône. Ils ont toutefois joué en dehors des compétitions nationales à l'occasion du Tournoi Sakh 2000 en Libye  et en Coupe du Roi Mohammed-VI. Ce duel entre frères ennemis est accentué par une dimension sociale; le WAC est plus proche de la classe bourgeoise étant le sypbole de la résistance depuis sa fondation dont les rois du Maroc ont l'héritage de présider en honneur le club, tandis que l'équipe du Raja revêt une dimension populaire puisqu'il a toujours été lié au mouvement syndicaliste marocain dont est issu nombre de ses fondateurs et présidents. Cependant, ces divergences idéologiques se sont estompées avec le temps et les supporters de ces clubs sont désormais issus des différents milieux sociaux.
La période post-années 1980 est marquée par une rivalité de performance et de prestige découlant des confrontations passées. Elle s'est d'autant plus intensifiée au fil des années 2000 avec l'avènement du mouvement ultras. Le Derby de Casablanca est considérée comme le point d'orgue du football au Maroc, de par son nombre de rencontres qui a dépassé la barre des 150 matchs en 2022, faisant de lui le match qui s'est le plus joué dans l'histoire du royaume, et l'engouement des supporters qui y attachent une importance particulière où les palmarès respectifs sont mis en avant avec l'opposition des clubs les plus titrés du Maroc.

## Nature de la rivalité

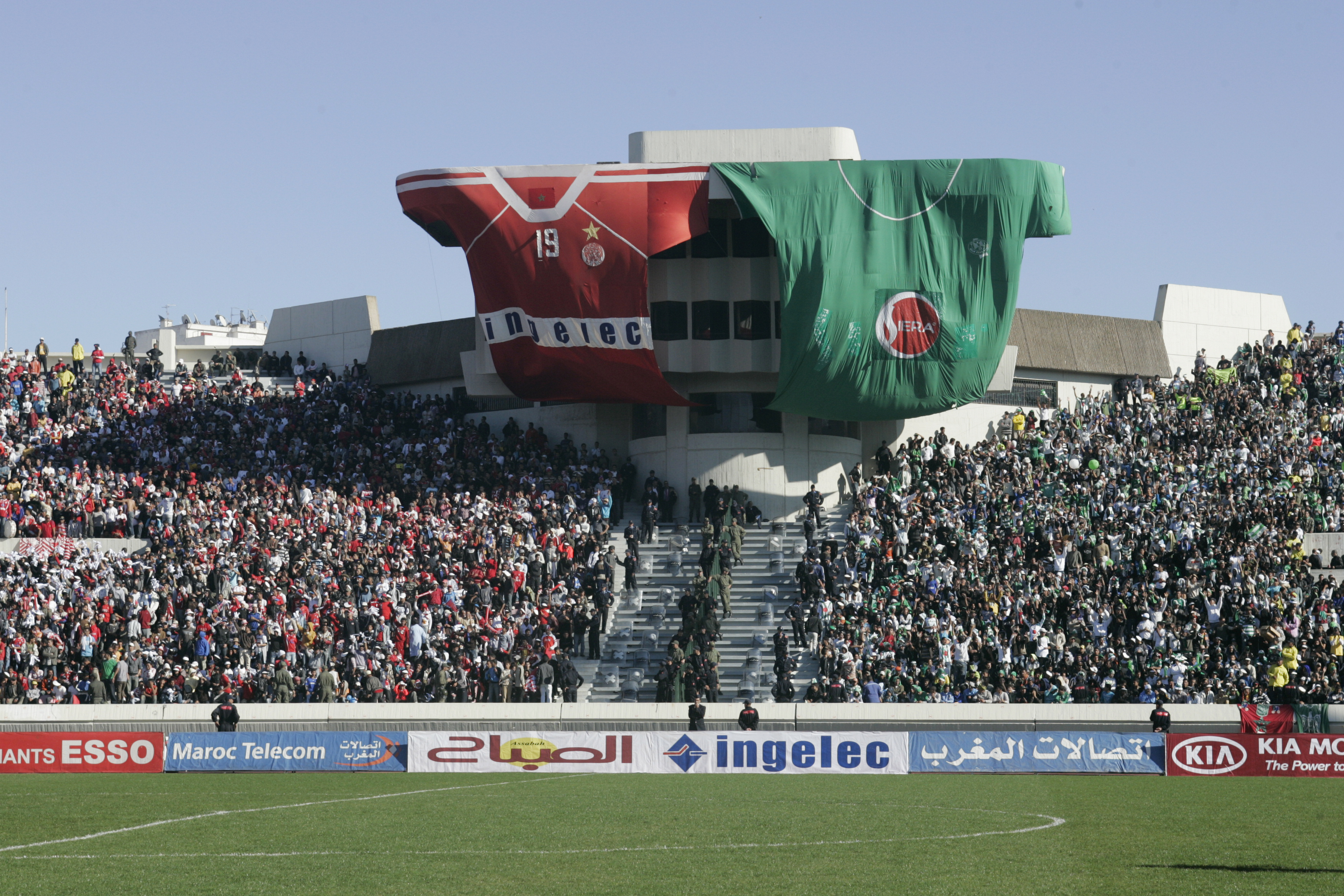
Les maillots géants du Derby de Casablanca.

Au moins deux fois par saison, le Raja CA et le Wydad AC s'affrontent lors d'un match qui monopolise l'attention des passionnés de football au Maroc et au-delà. Du fait de leur succès (ce sont les deux clubs les plus couronnés du pays), il arrive parfois qu'ils s'affrontent dans d'autres compétitions: avec cinq rencontres disputées, 2019 en détient le record. Le Derby de Casablanca est également le match qui s'est le plus joué de l'histoire du football marocain en dépassant la barre des 150 matchs officiels en 2022. Depuis les années 2000, l'intensité de la rivalité est à son paroxysme, on considère même que la ville de Casablanca, et le Maroc par extension, sont coupés en deux. Des débats ont également lieu avant, pendant et après les derbys entre les supporteurs des deux camps où chacun essaie de prouver la supériorité de son équipe.
Pour comprendre l'origine de cette rivalité, il faut remonter jusqu'à l'ère du Protectorat français au Maroc, quand les deux clubs ont été créés. Le Wydad Athletic Club est fondé le 8 mai 1937 par feu haj Mohamed Benjelloun Touimi. Son premier entraineur n'est que feu Père Jégo, figure clé dans cette rivalité. Surnommé comme tel par un journaliste français car il ressemblait à un ancien joueur français, nommé Pierre Jégo, son vrai nom est Mohamed Ben Lahcen Affani. Après une carrière de joueur moyenne avec l'USA de Casablanca, il entame une carrière d'entraîneur qui le mène jusqu'au banc du WAC. Après avoir remporté plusieurs titres, dont 5 sacres de champion du Maroc, 7 titres de la Supercoupe du Maroc, 7 titres continentaux dont 3 ligues des champions de l'Afrique du Nord, ainsi qu'aux pleins titres nationaux, il perdra la finale de la coupe du Trône 1956 dont il était décoré par un ouissam de l'apart du sultan Mohammed ben Youssef, seul titre qu'il n'a jamais remporté dans son parcour d'entraîneur, il décide ensuite de laisser le banc touche à son adjoint qui n'est que feu Mohamed Masson.
À la fin des années 1940 à Derb Sultan, il n'existait aucune équipe de football qui concourait en championnat d'élite de football. L'idée de créer un club pour ce quartier est venu. Bena Badji, président-fondateur du Raja Club Athletic donne officiellement naissance au club le 19 et 20 mars 1949 au café Bouya Saleh à Derb Sultan.
En 1957, le Père Jégo succède à Abdelkader Jalal au poste d'entraîneur du Raja avec comme objectif de former une équipe compétitive qui va mener la vie dure à l'équipe qui l'a viré. Pendant plus de douze années de loyaux services, il va façonner l'identité footballistique des Verts en prônant un football aux antipodes de celui qu’il instruisait au WAC, constitué d’un jeu plus technique pour des joueurs dont leur physique se rapproche plus de l’Amérique du Sud,.

## Histoire

### Le football casablancais et marocain avant l'indépendance
À l'aube du XXe siècle, le football commence à se développer au Maroc, et plus particulièrement à Casablanca. L'arrivée du sport dans la ville coïncide plus au moins avec l'arrivée des Français qui commencent alors de diffuser, d'une manière plus large, les différents sports pratiqués en Europe. Plusieurs clubs casablancais se sont formés après l'annonce du Protectorat français en 1912, comme l'Union Sportive Marocaine (1913), le Racing Athletic Club (1917), ou l'Union Sportive Athlétique (1920). Cependant, certains clubs existaient bien avant comme le Club Athlétique Marocain qui a vu le jour en 1902 ou l'Olympique de Casablanca crée en 1904.
L'Union des sociétés françaises de sports athlétiques (USFSA) s'installe alors au Maghreb et met en place des comités régionaux qui organisent chacun leur championnat. Au Maroc, c'est la Fédération Marocaine des Sports Athlétiques (FMSA) qui s'occupe de la gestion du football national. La première édition du championnat marocain est organisé durant la saison 1915-1916 et voit le sacre du CA Marocain. L'US Marocaine va rafler quatre autres titres dans cette compétition démontrant d'ores et déjà la supériorité casablancaise sur le football marocain.

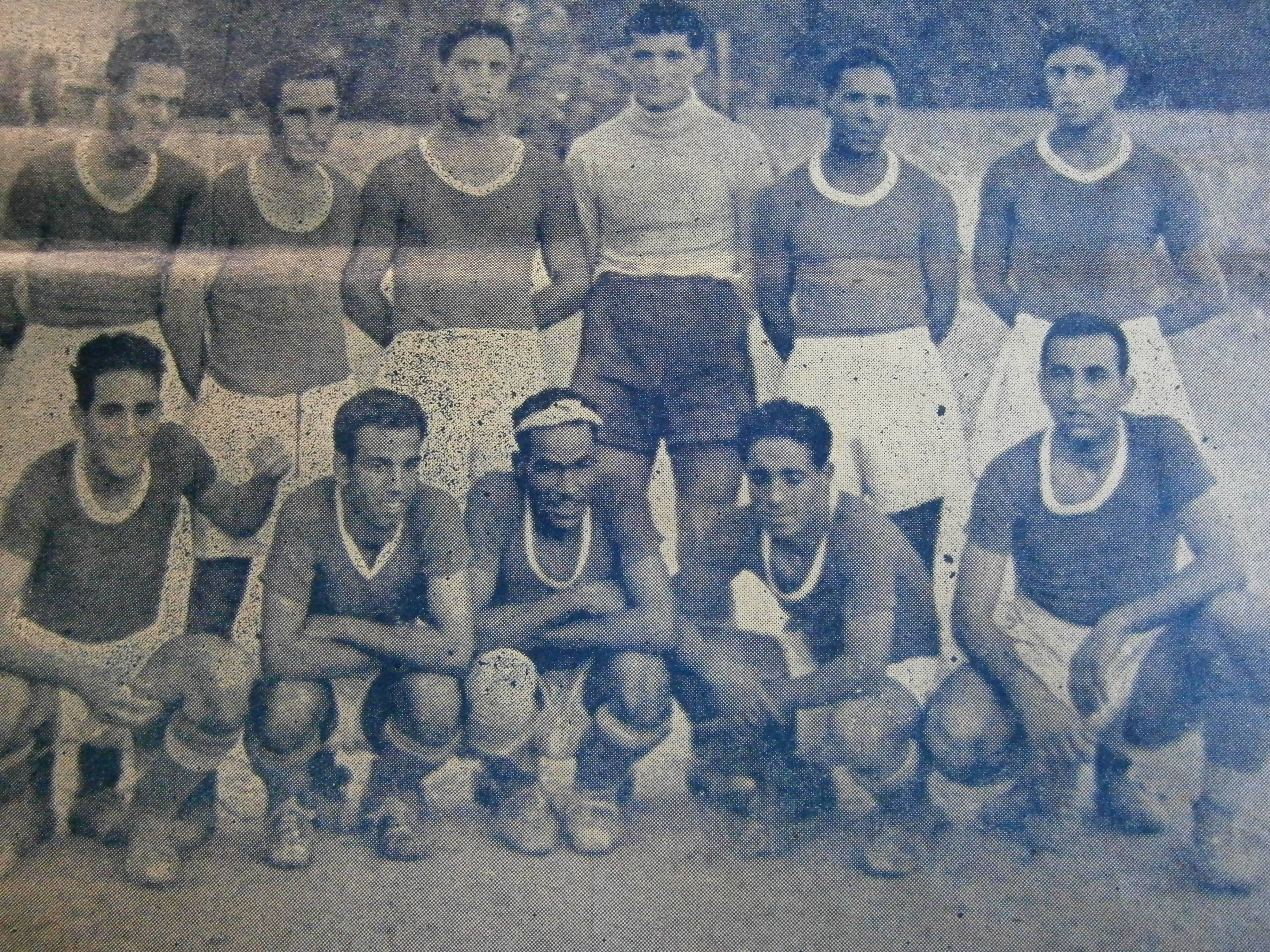
Le Wydad AC durant la saison 1947-1948.

Après sept saisons sous l'égide de la FMSA, comité régional de l'USFSA, la Ligue du Maroc de Football Association (LMFA) est institué le 26 novembre 1922 à Casablanca, lors d'une assemblée générale constitutive, et reconnue par la FFFA le 23 avril 1923. Désormais sous l'égide de la LMFA, le championnat marocain voit à nouveau une domination des clubs casablancais qui raflent 8 titres sur les 17 éditions avant le déclenchement de la Seconde Guerre mondiale. Entre-temps, si les clubs colons intègrent plusieurs musulmans dans leurs effectifs, le sentiment d'appartenance à une nation se fait de plus en plus ressentir par les Marocains qui vont utiliser le football pour leurs revendications politiques. Les premiers clubs dits musulmans vont ainsi voir le jour. Le Maghreb football de Rabat créé en 1930 et l'Union sportive de Rabat-Salé en 1932 font partie des premiers clubs musulmans au Maroc malgré la difficulté de créer un club pour les indigènes.

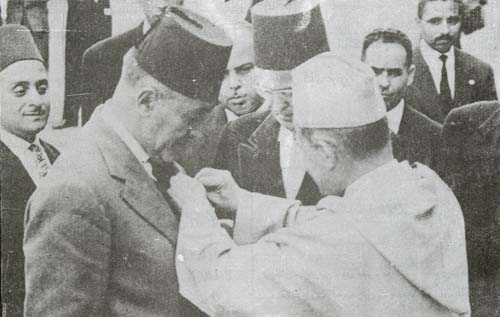
Père Jégo décoré par le roi Mohammed V (roi du Maroc).

Le Wydad Athletic Club est donc fondé dans un contexte marqué par la recrudescence du nationalisme marocain. La création du Wydad est tout d'abord destiné au water-polo. En effet, entre 1935 et 1936, le port de Casablanca était entouré de plusieurs piscines dont l'accès demandait l’appartenance à un club. Les clubs en place étaient en gérés par des colons. Si les indigènes pouvaient adhérer initialement à ces clubs, devant leur nombre grandissant, les colons européens décident alors de les renvoyer de ces clubs. Vient alors l'idée de créer un club pour les Marocains musulmans de la ville. Le Wydad est donc créé le 8 mai 1937 mais la section football du club ne voit le jour qu'en 1939, grâce à Mohamed Ben Lahcen Affani, dit Père Jégo. Le déclenchement de la Seconde Guerre mondiale coïncide avec les débuts du Wydad. La LMFA décide de suspendre le championnat pour le remplacer par la Coupe de la Guerre. Se déroulant en deux phases, une phase de groupe où chaque ligue organise son championnat, et une phase éliminatoire où les meilleures équipes de chaque ligue s'affrontent. Le Wydad dispute le premier match de son histoire en septembre 1939 contre l'US Marocaine. Le Wydad s'incline sur le score de 2 buts à 1, et atteint par la suite la finale de cette coupe mais se fait à nouveau battre l'US Marocaine. Le Wydad va rapidement devenir l'une des meilleures équipes du Maroc en empilant les titres tant au niveau national que régional. Sous la houlette du Père Jégo, les Rouges du Wydad remportent cinq championnats du Maroc (LMFA), sept titres en Supercoupe du Maroc (LMFA), quatre Coupes d'Ouverture de la Saison et pleins d'autres titres nationaux, trois Championnats d'Afrique du Nord, une Coupe d'Afrique du Nord.
Durant la soirée du 19 mars 1949, les fondateurs du Raja Club Athletic se réunissent pour finaliser l'instauration de leur club avec l'optique de doter le quartier de Derb Sultan d'une équipe compétitive. Cependant, ils mettent l'accent sur la nécessité que le club soit indépendant de toute influence coloniale, puisque la France régulait leurs créations en interdisant la présidence d'un club marocain à un citoyen marocain. L'algérien Nabi Errayhani eu avant l'idée de contourner cette loi en laissant le fauteuil à Hajji Ben Abadji, algérien natif de Tlemcen qui avait la nationalité française. Les autorités coloniales, prises au dépourvu, sont ainsi contraintes d'accepter ce fait. Parallèlement, Moulay Sassi Aboudarka Alaoui est désigné président d'honneur du club.
Le Raja Club Athletic est créée officiellement le 20 mars 1949 au café Bouya Saleh, no 80 Rue Al Abassiyine à Derb Sultan. Plusieurs intellectuels et résistants qui se réunissaient au café Al Watan de Hamidou El Watani, sont à l'origine de la fondation du club: Boujemâa Kadri, Haddaoui El Nejjar, Tibari, Ahmad Dalil Skalli, Mohamed Daoudi, Badr Daoudi, Nabi Errayhani, Laâchfoubi El Bouazzaoui, Abdellah Naoui et son frère Mohamed Naoui qui sera le premier entraineur de l'histoire du club.
Les Verts évoluent alors dans les divisions amateurs (Groupe Chaouia) jusqu'en 1952 et en Division pré-honneur de 1952 à 1956. Après l'indépendance du pays, il fut le premier club à rejoindre la division d'élite du Championnat du Maroc de football après avoir gagné ses trois matches de barrages (KSNAC Casablanca 4-1; Union sportive de Ben Ahmed 2-0; Olympique de Ouezzane 7-1).

### Années 1950: naissance d'une rivalité

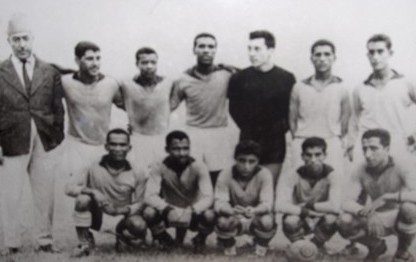
Le Raja CA en 1957 en compagnie du Père Jégo.

Après l'indépendance du Maroc en 1956, la Fédération royale marocaine de football est créée et remplace donc la Ligue du Maroc de Football, l'une des vingt-deux ligues de la Fédération française de football. Pour sa première saison, la FRMF reçoit les affiliations de 310 clubs regroupant 6 087 licenciés. Le critérium remplaça le championnat et devait aboutir à des barrages qui se jouent en fin de saison 1955-1956, chaque équipe devant disputer trois matchs et remporter autant de victoires pour accéder à la division d'élite.
Les deux équipes dominent leurs groupes de barrages et feront donc partie des clubs fondateurs du championnat sous l'égide de la FRMF récemment fondé, en disputant la saison inaugurale 1956-1957 qui débuta le 15 novembre 1956. Depuis cette date, ils n’ont plus quitté l’élite du football marocain, ce qui constitue un record.
Le 10 février 1957 au Stade Philip, se joue le premier Derby. La rencontre est d'ores et déjà explosive à cause du passif du Père Jégo avec son ancien club. Le Raja s'impose finalement grâce au but du défenseur Mohamed Laâchir El Ouejdi, qui marque le seul but de la rencontre sur une puissante frappe qui s'installe dans les filets du portier adverse Mohamed Rifki (1-0). Le Wydad prend sa revanche lors match retour en l'emportant sur le score de 3-0.
Ces premiers temps marquent le début de la rivalité où malgré l’expérience du Wydad, les premières confrontations furent très serrées et tournèrent à l'avantage du Raja. Sur les neuf matchs qui eurent lieu entre 1956 et 1960, quatre sont gagnés par le Raja et trois par le Wydad, tandis que deux se soldent par un score nul. Le WAC marque neuf buts et la RCA marque huit buts pour un total de 17 buts.

### Années 1960: domination du Wydad

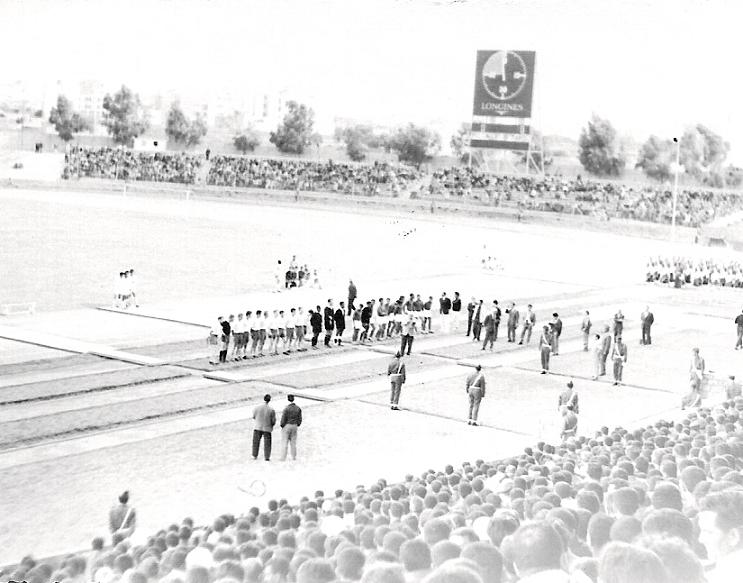
Le Stade d'honneur avant qu'il ne soit rénové et renommé en Stade Mohammed-V en 1983 (ici en 1961).

Le 10e derby, et le premier de la décennie, eut lieu dans le cadre de la manche retour du championnat 1959-1960 et se termina sur un score nul (0-0). Cette saison est marquée par une interruption à cause du Séisme de 1960 d'Agadir et une grande polémique autour de l'attribution du titre. En effet, la FRMF décide d'organiser un tournoi triangulaire entre le trio de tête alors ex æquo en termes de points, alors que le Raja les devançaient en différence de buts. Le club proteste et refuse d'y prendre part. Le Kénitra AC bat l'AS FAR, soutenue alors par le prince héritier Hassan II, sur le score de 3-2 et remporte le championnat tandis que le Raja est relégué à la troisième place, juste devant le Wydad.
Au cours de cette décennie, les deux rivaux s'affrontent pour la première fois en Coupe du Trône, et le font à trois reprises lors des 17e, 18e et 20e Derbys. Le premier est une demi-finale de l'édition 1963-1964 qui se termine sur un score nul et donne lieu à match d'appui qui voit la victoire du Wydad par le plus petit des scores (1-0). Il est ensuite battu en finale par le Kawkab de Marrakech (3-2). L'édition suivante, les deux clubs se retrouvent encore en quarts de finale, et le Raja sort victorieux (2-1) et bat ensuite le Raja de Béni Mellal avant de perdre la finale à son tour contre le Kawkab de Marrakech qui remporte le titre pour la troisième fois de suite.
Au titre de l'avant dernière journée du championnat 1965-1966, le 23e derby est le point d'orgue de la saison puisqu'il oppose le Wydad qui n'a besoin que d'un nul pour conserver sa position de leader, et le Raja qui doit vaincre pour prendre les devants. Alors que ce dernier mène 2-1, des supporters Wydadis envahissent la pelouse, ce qui contraint l'arbitre à arrêter la rencontre. La FRMF décide de faire rejouer le match le 29 mai 1966. Cette fois, les Verts ne parviennent pas à percer la défense des Rouges qui gardent la première place (0-0) et remportent le championnat lors de l'ultime journée,. Il est à noter qu'il s'agit de la première fois qu'il vont occuper les premières places côte à côte.
Sur les vingt-deux matchs disputés entre 1961 et 1970, six furent gagnés par le Wydad avec 14 buts marqués, quatre par le Raja avec 14 buts, et douze finirent en parité.

### Années 1970: les premiers titres du Raja

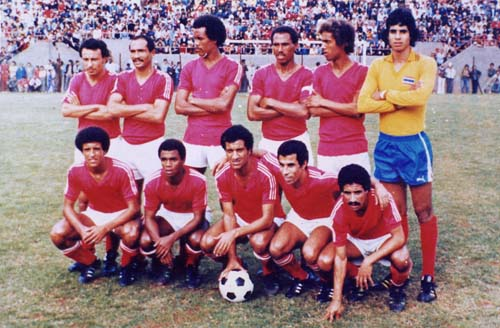
L'équipe du Wydad AC en 1979.

Entre 1971 et 1980, les deux rivaux se sont affrontés vingt-deux fois, six rencontres ont été remportées par le Raja et trois par le Wydad dont une victoire par forfait. En 1978 au Stade Père Jégo, le gardien du Raja Najib Mokhles est expulsé à la 83e minute après un contact controversé avec Mustapha Chahid alors que le score affichait 1-1. Alors que Abdelmajid Dolmy s'est porté volontaire pour remplacer son coéquipier au but, un joueur Wydadi essaie de lui refiler un maillot rouge, un geste que M'hamed Fakhir voit comme une humiliation. Les joueurs du Raja ne voulant plus poursuivre le match, il est arrêté, et le penalty sifflé ne sera jamais tiré. La fait que c'est Petchou lui-même, légende du Raja qui a étonnamment rejoint le Wydad deux ans plus tôt, qui s'apprêtait à tirer le penalty a rendu cet incident d'autant plus iconique. Quelques jours après, la FRMF déclare le Wydad vainqueur sur le score de 1-0, mettant ainsi fin à une série d'invincibilité conservé par le Raja durant 11 rencontres depuis 1973, record absolu du Derby,.
En coupe, les deux croisent le fer une seule fois en demi-finale de l'édition 1973-1974. Après des buts de Mohamed Lâarabi et Abdelmajid Shaita, la rencontre s'achève sur un score nul (1-1). Le Raja s'impose aux tirs au but et s'en va pour remporter, le 28 juillet 1974, le premier trophée de son histoire en battant le Maghreb de Fès grâce au but du même Lâarabi.
Le premier derby des années 1970 s'est terminé sur un score nul et la victoire la plus large est au comte du Raja qui gagne le 52e derby sur le score de 2-0. Cette décennie a connu également les premiers titres du Raja qui a remporté la Coupe du trône en 1974 et 1977, tandis que le Wydad a gagné trois championnats et une coupe du Trône.

### Années 1980: derby hors botola
Le 54e et premier derby de la décennie voit la victoire du Raja sur le score de 2-1. Le plus gros écart de score est 2 buts et a été obtenu trois fois; deux par le Raja, lors des 59e et 61e Derbys qui se sont terminés respectivement sur le score de 3-1 et de 2-0 et une fois par le Wydad lors du 70e derby (3-1).
C'est en 1983 que le derby sort de sa peau traditionnel, puisque les deux équipes s'est retrouvés face à face lors de la finale du compétition Coupe de l'Indépendance, rencontre soldé par une victoire des rouges, 1-0. Un an plus tard, 1984, les frères ennemies seront de nouveau en bataille dans la même compétition, sauf que cette fois ci ils ne joueront que pour la 3e place, et c'est lors de cette petit finale que le WAC remportera le derby sur le plus gros score de l'histoire des confrontations, 5-2, dont Hassan Nader avait marqué un hatt-rick.
Le match le plus mémorable fut le 72e Derby joué à l'occasion des seizièmes de finale de la Coupe du Trône. Après un premier nul (2-2), le match d'appui est remporté par le Raja grâce à un but contre son camp de Fadel Jilal. Les Verts remportent le match suivant face au Fath Union Sport avant de s'incliner face à l'ASFAR.
Au terme des années 1980, la balance penche finalement du côté du Raja qui a remporté sept matchs en marquant 22 buts alors que le Wydad n'en gagne que six assortis de 20 buts. En termes de palmarès, le Wydad a enregistré cinq titres : deux championnats, deux Coupes du Trône et une Coupe des clubs champions arabes remporté face à Al-Hilal FC, tandis que le Raja s'est adjugé trois trophées: son premier championnat, une Coupe du Trône et une Coupe des clubs champions africains (ancêtre de la Ligue des champions) en battant le Mouloudia d'Oran en finale,.

### Années 1990: hégémonie Wydadie puis Rajaouie
Les années 1990 sont synonymes de succès pour le Wydad puis de suprématie nationale et africaine du Raja durant la seconde moitié de la décennie: cinq championnats de suite, une Coupe du Trône, deux Ligues des champions face à Ashanti Gold et l'Espérance de Tunis, une Supercoupe africaine contre l'Africa Sports et une Coupe afro-asiatique remporté face au Pohang Steelers. Les Verts participent également à la première édition de la Coupe du Monde des clubs de la FIFA au Brésil.
Au cours de cette décennie, les deux s'affrontent vingt-quatre fois, dont quatre fois en Coupe du Trône. Le 75e et premier derby de la décennie a lieu en 1991 et fut remporté par le Raja (1-0). Le 18 février 1996, le Raja enregistre le plus grand score de l'histoire du Derby en battant son rival sur le score de 5-1. Dans la foulée, il bat le Rachad Barnoussi en demi-finale (3-0) et l'ASFAR en finale (1-0) pour remporter le trophée pour la quatrième fois.
En ce qui concerne les victoires, le Raja a l'avantage avec sept unités contre cinq pour le Wydad. Le Raja a planté 28 buts contre 21 pour le Wydad. Face aux onze trophées du Raja, le Wydad sort également son épingle du jeu avec huit titres: deux championnats, trois Coupes du Trône, une Supercoupe arabe, une Coupe des clubs champions africains 1992 contre Al Hilal et une Coupe afro-asiatique remporté face au Paas Teheran.

### Années 2000: bilan serré
Le premier derby de la décennie a lieu le 6 avril 2001 en championnat et s'est achevé par une défaite malheureuse du Wydad sur tapis vert à cause de la participation illégale de Abdelhak Ait Laarif, malgré une victoire sur le terrain (3-0). Le jeune médian avait alors deux licences, une avec le Wydad et l’autre avec l’Etoile de Casablanca, son club formateur.
Le 11 octobre 2003, les deux équipes s'opposent en demi-finale de la Coupe du trône 2002-2003. Après une mi-temps dominée par le Raja où Mustapha Bidodane rate un penalty et Moussa Soulaiman ouvre le score, le Wydad revient au score grâce à un penalty de Mohamed Benchrifa à la 75e minute (1-1). Après 120 minutes de jeu, vient la séance de tirs au but. Tout les joueurs, y compris les gardiens, ont marqué. Une seconde série est donc entamée, et c'est Sami Tajeddine qui rate et permet au Wydad de passer en finale. C'est la deuxième, depuis 1974, et dernière fois que les deux équipes ont disputé les tirs au but.

Le 11 janvier 2004 fut un jour particulier dans l'histoire des deux clubs; les finales des éditions 2001-2002 et 2002-2003 de la Coupe du trône sont en effet joués consécutivement au Stade Moulay-Abdallah. Après une victoire aisée du Raja face au Maghreb de Fès (2-0), le Wydad est battu par l'ASFAR (1-0),. Les supporters Verts et Rouges ont même assisté aux matchs ensemble dans le virage sud face au public de leurs adversaires. 

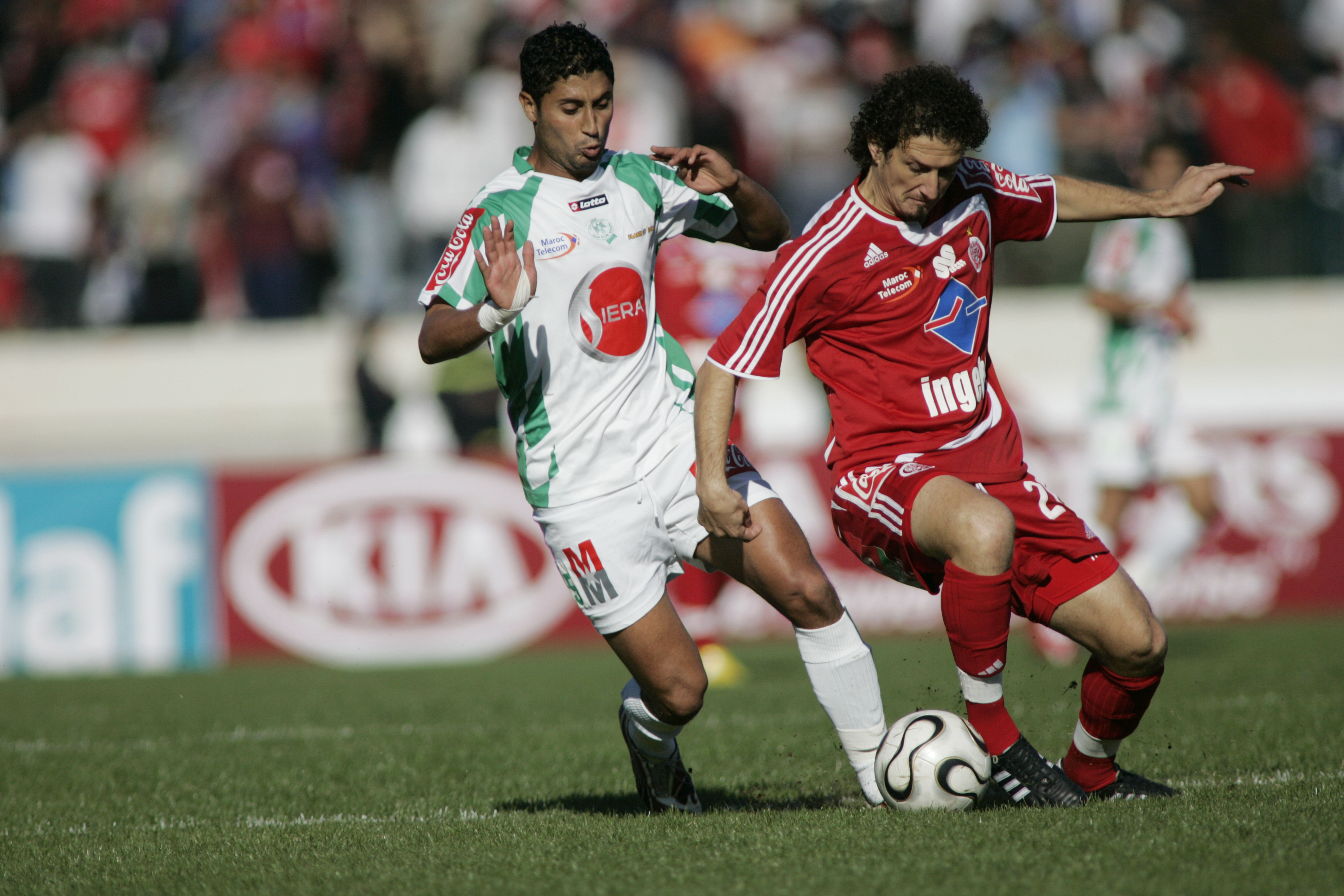
Wydad AC vs Raja CA, le 16 novembre 2008

Les Derbys de la saison 2005-2006 sont particulièrement mémorables. À l'aller, après une mi-temps en demi-teinte, Ahmed Talbi ouvre le score pour le Wydad dès le retour des vestiaires. Dix minutes plus tard, Modibo Maïga égalise d'une bicyclette iconique qui entre dans la collection des plus beaux buts du Derby (surnommé Ciseau Maiga), avant que Soufiane Alloudi ne creuse l'écart pour offrir la victoire au Raja (2-1),. Quant au retour, le Wydad est leader avec sept points d'avance sur le Raja, deuxième du classement. Au cours d'un match très serré, le Raja marque grâce à un pénalty de Abdellatif Jrindou. Le score est tenu jusqu'à la 96e minute quand Hicham Louissi arrache le nul sur un tir magique (surnommé Tsunami), et offre aux siens leur premier championnat depuis treize ans (1-1).
Le 12 novembre 2006, le Derby est pour la première fois de son histoire délocalisé en dehors de Casablanca. Au Stade Moulay-Abdallah, le Wydad s'impose grâce au but de Hicham Jouiâa (1-0). À la suite de sanctions infligées aux deux clubs après des incidents qui avaient émaillé leur rencontre en Coupe du Trône, trois autres rencontres seront ensuite joués à Rabat avec un nul et une double victoire des Verts aller-retour en 2007-2008.
Le 16 novembre 2008, le premier Derby à Casablanca depuis deux ans a lieu. Plus de 200 agents de sécurité privés sont déployés, sans compter les forces de l'ordre et une dizaine de policiers en civil dans les gradins afin de repérer d’éventuels fauteurs de troubles. Disputé dans une ambiance très tendue, le match s'avéra finalement décevant puisque aucune équipe ne réussit à faire trembler les filets malgré plusieurs occasions ratés. Ce derby reste l'un des plus mémorables, non par le jeu mais par son ambiance, car les matchs joués à Rabat n'attiraient qu'une faible affluence tandis que pour ce 118e derby, plus de 70 000 supporters ont été présents.
Sur les vingt-trois matchs qui eurent lieu entre 2001 et 2010, on décompte dix victoires pour le Raja, six pour le Wydad et cinq matchs nuls. 21 buts ont été plantés par le Raja contre 17 du côté du Wydad. En termes de titres, les Verts se sont adjugés sept trophées; trois championnats, deux Coupes du Trône, une Coupe de la CAF contre le Coton Sport Garoua et une Ligue des champions arabes face au ENPPI Club, tandis que les Rouges ont remporté deux championnats, une Coupe du Trône et une Coupe des vainqueurs de Coupe contre Asante Kotoko FC.

### Années 2010: internationalisation

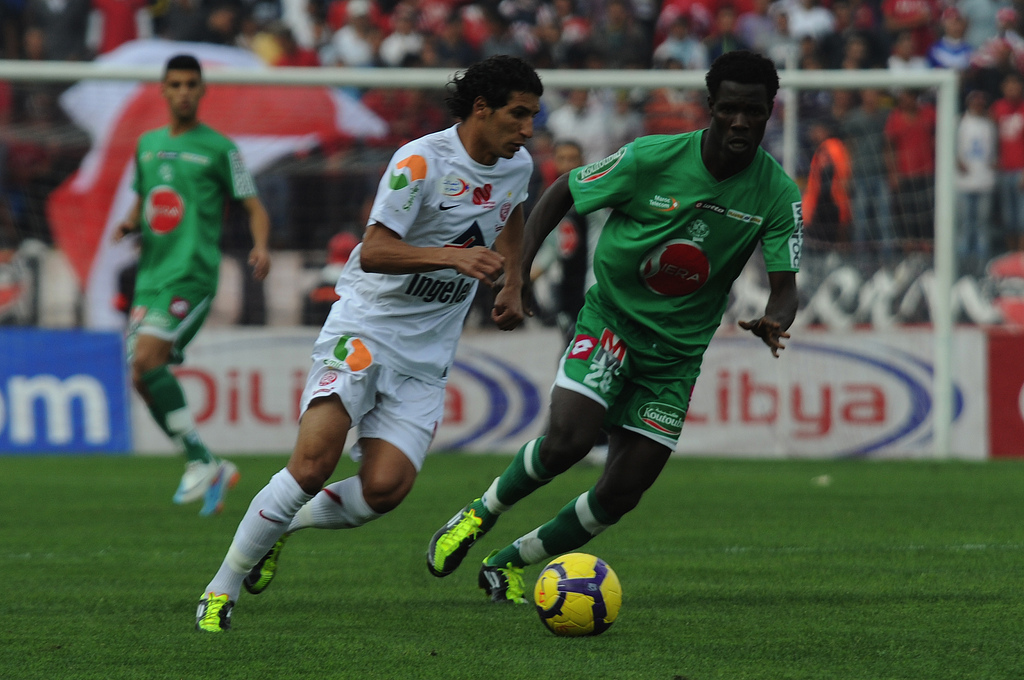
Wydad AC vs Raja CA, le 10 avril 2011

Le début des années 2010 est marqué par la professionnalisation du championnat qui fut annoncé le 28 janvier 2011 par Rachid Ouali, le président de la Commission spéciale de gestion des compétitions du football national d'élite, pour la saison 2011-2012. Les origines de ce processus remontent en 2000 avec l'étude et l'adoption du dossier par les instances de la FRMF. Il s'est ensuivi la création du Groupement national du football d'élite (GNFE) avec 16 équipes en première division et autant en deuxième. La FRMF a rouvert le chantier en 2009 à travers un programme visant le financement, la modernisation de la gouvernance, la mise à niveau des textes et règlements et la restructuration du football d'élite.

Quant au Derby, le premier de la décennie s'est soldé par un nul 1-1. Cette édition du championnat, la dernière avant la professionnalisation, est remporté par le Raja suivi respectivement par le Maghreb de Fès et le Wydad.
Le 2 novembre 2019, au titre des huitièmes de finale du Championnat arabe des clubs, se joue le premier Derby dans une compétition internationale qui se solde sur un nul 1-1 (buts de Haddad et Ngoma). Le 23 novembre, au milieu d'une ambiance exceptionnelle, le Wydad surprends son rival en deuxième mi-temps et le mène sur le score de 4-1. En vingt minutes, Hamid Ahaddad plante un but, Mohsine Moutouali marque un penalty «Panenka» à la 88e minute, avant que Ben Malango ne complète cette Remontada historique en inscrivant le but de la qualification à la 94e minute (4-4). Auteur d'un doublé et d'une passe décisive, les observateurs s'accordent à élire Moutouali Homme du match. De par la couverture médiatique, l'ambiance et l'enjeu (le plus de buts inscrits dans un seul match), c'est surement la confrontation la plus célèbre de l'histoire du Derby,,.
Le plus grand score de la décennie est de 3-0 et fut marqué par le Raja le 8 mai 2016, jour d'anniversaire de son adversaire. Délocalisé à Tanger, il s'agit du premier Derby à huis clos,. Sur les 18 matchs qui ont eu lieu depuis 2011, chaque camp a décroché quatre victoires auréolées de 20 buts par le Raja et de 16 par le Wydad. En termes de titres, le Wydad a engrangé quatre championnats, une Ligue des champions contre Al Ahly SC et une Supercoupe face au TP Mazembe, tandis que la Raja s'est adjugé deux championnats, une Coupe du Trône, une Coupe de la confédération face à AS Vita Club et une Supercoupe contre l'Espérance de Tunis.

### Années 2020:summum de la rivalité[réf.nécessaire]
De 2018 à 2022, les duo de tête est à chaque fois partagé entre les deux équipes. Durant cette décennie, le Wydad a remporté deux championnats et une Ligue des champions face à Al Ahly SC. Le Raja a  quant à lui décroché un premier championnat, puis un doublé championnat-coupe du trône sans aucune défaite, une Coupe de la confédération contre la JS Kabylie et une Coupe arabe des clubs champions face à l'Ittihad FC.

## Liste des matchs
Ci-dessous sont exposées seulement les rencontres officiels dans l'histoire du derby, classées par ordre chronologique.

### Botola
| #   | Saison    | Date              | Lieu       | Rencontre | Score | Buteurs du Raja CA                           | Buteurs du Wydad AC                                                |
| --- | --------- | ----------------- | ---------- | --------- | ----- | -------------------------------------------- | ------------------------------------------------------------------ |
| 1   | 1956-1957 | 10 février 1957   | Casablanca | RCA - WAC | 1 - 0 | Mohamed Laâchir (43)                         | -                                                                  |
| 2   | 1956-1957 | 2 juin 1957       | Casablanca | WAC - RCA | 3 - 0 | -                                            | Abdelhak Kadmiri (20), Abdelhaq Benchekroun (65), Chtouki (85 pen) |
| 3   | 1957-1958 |                   | Casablanca | RCA - WAC | 0 - 0 | -                                            | -                                                                  |
| 4   | 1957-1958 |                   | Casablanca | WAC - RCA | 1 - 1 | Abderrahmane Acila                           | ?                                                                  |
| 5   | 1958-1959 |                   | Casablanca | RCA - WAC | 0 - 2 | -                                            | El Khalfi (14), Brahim (17)                                        |
| 6   | 1958-1959 |                   | Casablanca | WAC - RCA | 1 - 2 | Hanoun (10), ?                               | Abdenbi (81)                                                       |
| 7   | 1959-1960 |                   | Casablanca | RCA - WAC | 2 - 1 | Hanoun (27, 55)                              | ?                                                                  |
| 8   | 1959-1960 |                   | Casablanca | WAC - RCA | 0 - 0 | -                                            | -                                                                  |
| 9   | 1960-1961 |                   | Casablanca | RCA - WAC | 2 - 0 | Hanoun, Abdenbi                              | -                                                                  |
| 10  | 1960-1961 |                   | Casablanca | WAC - RCA | 0 - 0 | -                                            | -                                                                  |
| 11  | 1961-1962 |                   | Casablanca | RCA - WAC | 1 - 0 | Hanoun                                       | -                                                                  |
| 12  | 1961-1962 |                   | Casablanca | WAC - RCA | 1 - 0 | -                                            | Driss (61)                                                         |
| 13  | 1962-1963 |                   | Casablanca | RCA - WAC | 1 - 1 | Ouezzani                                     | ?                                                                  |
| 14  | 1962-1963 |                   | Casablanca | WAC - RCA | 0 - 1 | ?                                            | -                                                                  |
| 15  | 1963-1964 |                   | Casablanca | RCA - WAC | 0 - 1 | -                                            | Tibari (14)                                                        |
| 16  | 1963-1964 |                   | Casablanca | WAC - RCA | 1 - 1 | Sakim                                        | ?                                                                  |
| 17  | 1964-1965 |                   | Casablanca | RCA - WAC | 1 - 1 | Ghandi                                       | ?                                                                  |
| 18  | 1964-1965 |                   | Casablanca | RCA - WAC | 1 - 2 | Aliouate                                     | Mahjoub (77), Mustapha (80)                                        |
| 19  | 1965-1966 |                   | Casablanca | RCA - WAC | 0 - 0 | -                                            | -                                                                  |
| 20  | 1965-1966 | 29 mai 1966       | Casablanca | WAC - RCA | 0 - 0 | -                                            | -                                                                  |
| 21  | 1966-1967 |                   | Casablanca | RCA - WAC | 0 - 0 | -                                            | -                                                                  |
| 22  | 1966-1967 |                   | Casablanca | WAC - RCA | 0 - 0 | -                                            | -                                                                  |
| 23  | 1967-1968 |                   | Casablanca | RCA - WAC | 0 - 0 | -                                            | -                                                                  |
| 24  | 1967-1968 |                   | Casablanca | WAC - RCA | 1 - 3 | Bénini, Bénini, Zarhouny                     | ?                                                                  |
| 25  | 1968-1969 |                   | Casablanca | WAC - RCA | 1 - 0 | -                                            | Zahid (69)                                                         |
| 26  | 1968-1969 |                   | Casablanca | RCA - WAC | 1 - 1 | Abdelah                                      | ?                                                                  |
| 27  | 1969-1970 |                   | Casablanca | RCA - WAC | 0 - 2 | -                                            | Kibir (24, 42)                                                     |
| 28  | 1969-1970 |                   | Casablanca | WAC - RCA | 0 - 0 | -                                            | -                                                                  |
| 29  | 1970-1971 |                   | Casablanca | RCA - WAC | 0 - 0 | -                                            | -                                                                  |
| 30  | 1970-1971 |                   | Casablanca | WAC - RCA | 0 - 0 | -                                            | -                                                                  |
| 31  | 1971-1972 |                   | Casablanca | RCA - WAC | 0 - 0 | -                                            | -                                                                  |
| 32  | 1971-1972 |                   | Casablanca | WAC - RCA | 1 - 1 | Saïd Ghandi                                  | ?                                                                  |
| 33  | 1972-1973 |                   | Casablanca | RCA - WAC | 1 - 0 | Petchou (90)                                 | -                                                                  |
| 34  | 1972-1973 |                   | Casablanca | WAC - RCA | 1 - 0 | -                                            | Maarouf                                                            |
| 35  | 1973-1974 |                   | Casablanca | RCA - WAC | 1 - 0 | Ghandi                                       | -                                                                  |
| 36  | 1973-1974 |                   | Casablanca | WAC - RCA | 0 - 0 | -                                            | -                                                                  |
| 37  | 1974-1975 |                   | Casablanca | RCA - WAC | 1 - 1 | Saïd Ghandi                                  | ?                                                                  |
| 38  | 1974-1975 |                   | Casablanca | WAC - RCA | 0 - 0 | -                                            | -                                                                  |
| 39  | 1975-1976 |                   | Casablanca | RCA - WAC | 0 - 0 | -                                            | -                                                                  |
| 40  | 1975-1976 |                   | Casablanca | WAC - RCA | 1 - 1 | Abdelhak Fethi                               | ?                                                                  |
| 41  | 1976-1977 |                   | Casablanca | RCA - WAC | 1 - 1 | Aziz Jawad                                   | ?                                                                  |
| 42  | 1976-1977 |                   | Casablanca | WAC - RCA | 2 - 3 | El Andaloussi, Lâarabi, Dolmy                | ?, ?                                                               |
| 43  | 1977-1978 |                   | Casablanca | RCA - WAC | 2 - 2 | Ghandi, Mokhles (pen)                        | ?, ?                                                               |
| 44  | 1977-1978 |                   | Casablanca | WAC - RCA | 1 - 1 | Beggar                                       | ?                                                                  |
| 45  | 1978-1979 |                   | Casablanca | RCA - WAC | 0 - 1 | Victoire du WAC sur forfait 3-0              | Victoire du WAC sur forfait 3-0                                    |
| 46  | 1978-1979 |                   | Casablanca | WAC - RCA | 0 - 0 | -                                            | -                                                                  |
| 47  | 1979-1980 | 23 décembre 1979  | Casablanca | RCA - WAC | 1 - 2 | Zahir (54)                                   | Lachhab (8), Mellouk (90 csc)                                      |
| 48  | 1979-1980 | 4 mai 1980        | Casablanca | WAC - RCA | 0 - 2 | Fethi (50, 69)                               | -                                                                  |
| 49  | 1980-1981 |                   | Casablanca | RCA - WAC | 1 - 0 | Beggar                                       | -                                                                  |
| 50  | 1980-1981 |                   | Casablanca | WAC - RCA | 1 - 2 | Beggar, Lâarabi                              | ?                                                                  |
| 51  | 1981-1982 | 19 décembre 1981  | Casablanca | WAC - RCA | 1 - 0 | -                                            | Ennaji (82)                                                        |
| 52  | 1981-1982 | 8 mai 1982        | Casablanca | RCA - WAC | 0 - 0 | -                                            | -                                                                  |
| 53  | 1982-1983 | 4 décembre 1982   | Casablanca | WAC - RCA | 1 - 1 | Seddiki                                      | ?                                                                  |
| 54  | 1982-1983 | 22 mai 1983       | Casablanca | RCA - WAC | 0 - 0 | -                                            | -                                                                  |
| 55  | 1983-1984 | 21 janvier 1984   | Casablanca | WAC - RCA | 2 - 2 | Acha, Hariri                                 | Beggar (15, 60)                                                    |
| 56  | 1983-1984 | 26 mai 1984       | Casablanca | RCA - WAC | 3 - 1 | Souadi (28, 41), El Haddaoui (77)            | ?                                                                  |
| 57  | 1984-1985 | 25 novembre 1984  | Casablanca | RCA - WAC | 2 - 0 | Ouhamouch (31, 59)                           | -                                                                  |
| 58  | 1984-1985 | 12 mai 1985       | Casablanca | WAC - RCA | 1 - 2 | El-Mâataoui, Souadi                          | ?                                                                  |
| 59  | 1985-1986 | 16 novembre 1985  | Casablanca | WAC - RCA | 1 - 0 | -                                            | Rajhi (31)                                                         |
| 60  | 1985-1986 | 22 février 1986   | Casablanca | RCA - WAC | 1 - 1 | Acha                                         | ?                                                                  |
| 61  | 1986-1987 | 25 avril 1987     | Casablanca | WAC - RCA | 1 - 1 | Bartal                                       | ?                                                                  |
| 62  | 1986-1987 | 23 mai 1987       | Casablanca | RCA - WAC | 0 - 0 | -                                            | -                                                                  |
| 63  | 1987-1988 |                   | Casablanca | WAC - RCA | 1 - 0 | -                                            | Mahmoudi (30)                                                      |
| 64  | 1987-1988 |                   | Casablanca | RCA - WAC | 1 - 0 | Bartal                                       | -                                                                  |
| 65  | 1988-1989 | 5 février 1989    | Casablanca | RCA - WAC | 0 - 1 | -                                            | Ndao                                                               |
| 66  | 1988-1989 | 4 juin 1989       | Casablanca | WAC - RCA | 3 - 1 | Diagne                                       | Ndao, Ibrahima, Ibrahima                                           |
| 67  | 1989-1990 | 26 novembre 1989  | Casablanca | WAC - RCA | 2 - 1 | Jamal (29 pen)                               | Ndao (45), Nader (78)                                              |
| 68  | 1989-1990 | 5 mai 1990        | Casablanca | RCA - WAC | 0 - 1 | -                                            | Nader                                                              |
| 69  | 1990-1991 | 8 décembre 1990   | Casablanca | RCA - WAC | 1 - 1 | El Maâtaoui (90+2)                           | Daoudi                                                             |
| 70  | 1990-1991 | 5 mai 1991        | Casablanca | WAC - RCA | 0 - 1 | Bark                                         | -                                                                  |
| 71  | 1991-1992 | 24 novembre 1991  | Casablanca | WAC - RCA | 1 - 0 | -                                            | Bouyboud                                                           |
| 72  | 1991-1992 | 10 mai 1992       | Casablanca | RCA - WAC | 1 - 1 | Madih                                        | ?                                                                  |
| 73  | 1992-1993 | 13 décembre 1992  | Casablanca | RCA - WAC | 1 - 2 | Khalif (pen)                                 | Daoudi, Fertout                                                    |
| 74  | 1992-1993 | mai / juin 1993   | Casablanca | WAC - RCA | 2 - 2 | Khalif, Oustad                               | Fertout, Daoudi                                                    |
| 75  | 1993-1994 | 5 décembre 1993   | Casablanca | WAC - RCA | 0 - 0 | -                                            | -                                                                  |
| 76  | 1993-1994 | 3 avril 1994      | Casablanca | RCA - WAC | 1 - 0 | Nejjary                                      | -                                                                  |
| 77  | 1994-1995 | 18 décembre 1994  | Casablanca | WAC - RCA | 2 - 1 | Badiane                                      | Bouyboud (2 buts)                                                  |
| 78  | 1994-1995 | 21 mai 1995       | Casablanca | RCA - WAC | 1 - 0 | Serji                                        | -                                                                  |
| 79  | 1995-1996 | 11 février 1996   | Casablanca | WAC - RCA | 0 - 3 | Nejjary, Khalif, Nazir                       | -                                                                  |
| 80  | 1995-1996 | 26 mai 1996       | Casablanca | RCA - WAC | 0 - 1 |                                              | Kassab                                                             |
| 81  | 1996-1997 | 3 novembre 1996   | Casablanca | WAC - RCA | 2 - 2 | Ogandaga (16), Jinani (32)                   | Kassab (66, 67)                                                    |
| 82  | 1996-1997 | 11 mai 1997       | Casablanca | RCA - WAC | 2 - 2 | Mesraoui, Amdah                              | Nacer, Daoudi (pen)                                                |
| 83  | 1997-1998 | 2 novembre 1997   | Casablanca | WAC - RCA | 0 - 0 |                                              | -                                                                  |
| 84  | 1997-1998 | 29 mars 1998      | Casablanca | RCA - WAC | 1 - 1 | Jrindou (78)                                 | Mbaye (44)                                                         |
| 85  | 1998-1999 | 13 décembre 1998  | Casablanca | RCA - WAC | 0 - 0 |                                              | -                                                                  |
| 86  | 1998-1999 | 30 mai 1999       | Casablanca | WAC - RCA | 0 - 1 | Rizki (85)                                   | -                                                                  |
| 87  | 1999-2000 | 21 novembre 1999  | Casablanca | WAC - RCA | 0 - 0 | -                                            | -                                                                  |
| 88  | 1999-2000 | 14 mai 2000       | Casablanca | RCA - WAC | 1 - 1 | Safri (73 cf)                                | El Afoui (21)                                                      |
| 89  | 2000-2001 | 2 décembre 2000   | Casablanca | RCA - WAC | 1 - 1 | El Moubarki (88 pen)                         | Abdelfattah (35)                                                   |
| 90  | 2000-2001 | 6 avril 2001      | Casablanca | WAC - RCA | 3 - 0 | Victoire du RCA sur tapis vert               | Victoire du RCA sur tapis vert                                     |
| 91  | 2001-2002 | 9 décembre 2001   | Casablanca | WAC - RCA | 2 - 0 | -                                            | Madihi (37), Benchrifa (53 pen)                                    |
| 92  | 2001-2002 | 19 mai 2002       | Casablanca | RCA - WAC | 0 - 2 | -                                            | Benchrifa (16 pen, 45+1 pen)                                       |
| 93  | 2002-2003 | 19 janvier 2003   | Casablanca | RCA - WAC | 1 - 0 | Suleiman (73)                                | -                                                                  |
| 94  | 2002-2003 | 15 juin 2003      | Casablanca | WAC - RCA | 0 - 3 | Bidoudane (3, 63), Nater (52)                | -                                                                  |
| 95  | 2003-2004 | 16 novembre 2003  | Casablanca | WAC - RCA | 0 - 1 | Diallo (55)                                  | -                                                                  |
| 96  | 2003-2004 | 2 mai 2004        | Casablanca | RCA - WAC | 2 - 0 | Bidoudane (73), Koné (78)                    | -                                                                  |
| 97  | 2004-2005 | 5 décembre 2004   | Casablanca | RCA - WAC | 1 - 1 | Mesloub (6)                                  | Talha (3)                                                          |
| 98  | 2004-2005 | 30 avril 2005     | Casablanca | WAC - RCA | 0 - 1 | Alloudi (90+2)                               | -                                                                  |
| 99  | 2005-2006 | 4 décembre 2005   | Casablanca | WAC - RCA | 1 - 2 | Maïga (67), Alloudi (72)                     | Talbi (56)                                                         |
| 100 | 2005-2006 | 24 mai 2006       | Casablanca | RCA - WAC | 1 - 1 | Jrindou (50 pen)                             | Louissi (90+5)                                                     |
| 101 | 2006-2007 | 12 novembre 2006  | Rabat      | RCA - WAC | 0 - 1 | -                                            | Jouiâa (39)                                                        |
| 102 | 2006-2007 | 18 février 2007   | Rabat      | WAC - RCA | 1 - 1 | Jonathan (66)                                | Abdelghani (81)                                                    |
| 103 | 2007-2008 | 24 novembre 2007  | Rabat      | RCA - WAC | 2 - 0 | Jlaïdi (41), Ouhaki (45+3)                   | -                                                                  |
| 104 | 2007-2008 | 23 mars 2008      | Rabat      | WAC - RCA | 0 - 1 | Senghor (45+1)                               | -                                                                  |
| 105 | 2008-2009 | 16 novembre 2008  | Casablanca | WAC - RCA | 0 - 0 | -                                            | -                                                                  |
| 106 | 2008-2009 | 3 avril 2009      | Casablanca | WAC - RCA | 1 - 0 | -                                            | Jouiâa (4)                                                         |
| 107 | 2009-2010 | 20 décembre 2009  | Casablanca | RCA - WAC | 1 - 1 | Najdi (87)                                   | Aït Laârif (9)                                                     |
| 108 | 2009-2010 | 18 avril 2010     | Casablanca | WAC - RCA | 0 - 1 | Baïla (41)                                   | -                                                                  |
| 109 | 2010-2011 | 4 décembre 2010   | Casablanca | RCA - WAC | 1 - 2 | Taïr (53 cf)                                 | Iajour (29, 90+3)                                                  |
| 110 | 2010-2011 | 10 avril 2011     | Casablanca | WAC - RCA | 1 - 1 | Taïr (78 cf)                                 | Benkajjane (70)                                                    |
| 111 | 2011-2012 | 31 décembre 2011  | Casablanca | WAC - RCA | 0 - 0 | -                                            | -                                                                  |
| 112 | 2011-2012 | 6 mai 2012        | Casablanca | RCA - WAC | 0 - 1 | -                                            | Iajour (90+1)                                                      |
| 113 | 2012-2013 | 16 décembre 2012  | Casablanca | RCA - WAC | 1 - 1 | Abourazzouk (68 cf)                          | Ondama (17)                                                        |
| 114 | 2012-2013 | 29 avril 2013     | Casablanca | WAC - RCA | 1 - 1 | Mankari (63 csc)                             | Sekkat (31 cf)                                                     |
| 115 | 2013-2014 | 24 novembre 2013  | Casablanca | RCA - WAC | 1 - 1 | Kouko (88)                                   | Koné (25 cf)                                                       |
| 116 | 2013-2014 | 6 avril 2014      | Casablanca | RCA - WAC | 2 - 0 | Iajour (55), Moutouali (90+3)                | -                                                                  |
| 117 | 2014-2015 | 30 novembre 2014  | Casablanca | WAC - RCA | 2 - 1 | El Amrani (69 csc)                           | El Hajhouj (28), Koné (57)                                         |
| 118 | 2014-2015 | 11 avril 2015     | Casablanca | RCA - WAC | 2 - 2 | Osaguona (62), Aqqal (90+1)                  | Belmkadem (77 csc), El Moutaraji (89)                              |
| 119 | 2015-2016 | 20 décembre 2015  | Casablanca | WAC - RCA | 0 - 0 | -                                            | -                                                                  |
| 120 | 2015-2016 | 8 mai 2016        | Tanger     | RCA - WAC | 3 - 0 | Osaguona (20), Hafidi (42), Erraki (90+3 cf) | -                                                                  |
| 121 | 2016-2017 | 27 novembre 2016  | Agadir     | RCA - WAC | 0 - 0 | -                                            | -                                                                  |
| 122 | 2016-2017 | 23 avril 2017     | Casablanca | WAC - RCA | 1 - 0 | -                                            | Atouchi (31)                                                       |
| 123 | 2017-2018 | 10 février 2018   | Casablanca | WAC - RCA | 1 - 2 | Iajour (33 cf), Benoun (88)                  | Boutayeb (20 csc)                                                  |
| 124 | 2017-2018 | 14 avril 2018     | Casablanca | RCA - WAC | 1 - 1 | Benoun (88)                                  | Atouchi (37)                                                       |
| 125 | 2018-2019 | 6 janvier 2019    | Marrakech  | RCA - WAC | 0 - 1 | -                                            | El Haddad (78)                                                     |
| 126 | 2018-2019 | 21 avril 2019     | Marrakech  | WAC - RCA | 2 - 2 | Rahimi (21), Iajour (72)                     | El Karti (13), Saïdi (45+1)                                        |
| 127 | 2019-2020 | 22 décembre 2019  | Casablanca | RCA - WAC | 1 - 0 | Ahaddad (81)                                 | -                                                                  |
| 128 | 2019-2020 | 24 septembre 2020 | Casablanca | WAC - RCA | 0 - 0 | -                                            | -                                                                  |
| 129 | 2020-2021 | 21 mars 2021      | Casablanca | WAC - RCA | 2 - 0 | -                                            | El Amloud (4), Dari (15)                                           |
| 130 | 2020-2021 | 3 juillet 2021    | Casablanca | RCA - WAC | 1 - 2 | Rahimi (57 pen)                              | El Amloud (15), El Moutaraji (70)                                  |
| 131 | 2021-2022 | 6 novembre 2021   | Casablanca | WAC - RCA | 1 - 1 | Hadhoudi (79)                                | Benyachou (77)                                                     |
| 132 | 2021-2022 | 16 juin 2022      | Casablanca | RCA - WAC | 2 - 0 | Moutouali (45+3 pen, 86 pen)                 | -                                                                  |
| 133 | 2022-2023 | 23 octobre 2022   | Casablanca | WAC - RCA | 2 - 1 | Nahiri (90 pen)                              | El Hassouni (56), Zola (80)                                        |
| 134 | 2022-2023 | 5 avril 2023      | Casablanca | RCA - WAC | 2 - 2 | Bouzok (39 pen); Boulacsoute (67)            | Zola (45+3), El Hassouni (90+10 pen)                               |
| 135 | 2023-2024 | 3 janvier 2024    | Mohammédia | WAC - RCA | 0 - 2 | Ait Brayem (51 csc), Zrida (64)              | -                                                                  |
| 136 | 2023-2024 | 2 juin 2024       | Berrechid  | RCA - WAC | 1 - 0 | Ennafati (90+2 cf)                           | -                                                                  |
| 137 | 2024-2025 | 22 novembre 2024  | Casablanca | RCA - WAC | 1 - 1 | Sakho (53)                                   | Rayhi (78)                                                         |
| 138 | 2024-2025 | 12 avril 2025     | Casablanca | WAC - RCA | 1 - 1 | Rahimi (27)                                  | Rayhi (18 pen)                                                     |

### Coupe du trône
| #  | Saison    | Date              | Tour                            | Rencontre | Score               | Buteurs du Raja CA                               | Buteurs du Wydad AC                 |
| -- | --------- | ----------------- | ------------------------------- | --------- | ------------------- | ------------------------------------------------ | ----------------------------------- |
| 1  | 1963-1964 | 17 mai 1964       | 1/2 finale                      | RCA - WAC | 0 - 0               | -                                                | -                                   |
| 2  | 1963-1964 | 19 mai 1964       | 1/2 finale (match d'appui)      | WAC - RCA | 1 - 0               | -                                                | ?                                   |
| 3  | 1964-1965 |                   | 1/4 de finale                   | RCA - WAC | 2 - 1               | Ghandi, Aliouate                                 | ?                                   |
| 4  | 1973-1974 |                   | 1/2 finale                      | RCA - WAC | 1 - 1 (4 – 3 tab)   | Lâarabi                                          | Shaita                              |
| 5  | 1989-1990 |                   | 1/16e de finale                 | WAC - RCA | 2 - 2               | Bark, Mensah                                     | Rajhi, Ndao                         |
| 6  | 1989-1990 |                   | 1/16e de finale (match d'appui) | RCA - WAC | 1 - 0               | Jilal (csc)                                      | -                                   |
| 7  | 1992-1993 |                   | 1/4 de finale                   | RCA - WAC | 2 - 1               | Jilal (88 csc), Nejjary (102 pen)                | Daoudi                              |
| 8  | 1995-1996 | 18 février 1996   | 1/4 de finale                   | RCA - WAC | 5 - 1               | Sellami (19), Khalif (26 pen,41), Nazir (55, 58) | Loumari (83)                        |
| 9  | 1997-1998 | 4 février 1998    | 1/4 de finale                   | WAC - RCA | 2 - 2               | Londo (pen), Amedah                              | Allali, Lakhouil (pen)              |
| 10 | 1997-1998 | 6 février 1998    | 1/4 de finale (match d'appui)   | RCA - WAC | 0 - 1               | -                                                | Mbaye (40)                          |
| 11 | 2000-2001 | 29 septembre 2001 | 1/2 finale                      | WAC - RCA | 1 - 0               | -                                                | El Kaddouri (96)                    |
| 12 | 2002-2003 | 11 octobre 2003   | 1/2 finale                      | WAC - RCA | 1 - 1 (12 - 11 tab) | Soulaimane (21)                                  | Benchrifa (75 pen)                  |
| 13 | 2006-2007 | 20 octobre 2007   | 1/4 de finale                   | RCA - WAC | 0 - 2               | -                                                | Bidoudane (81, 90+2)                |
| 14 | 2011-2012 | 6 novembre 2012   | 1/2 finale                      | RCA - WAC | 3 - 1               | Moutouali (89 pen), Salhi (115), Hafidi (118)    | Ondama (82)                         |
| 15 | 2020-2021 | 7 juillet 2022    | 1/4 de finale                   | WAC - RCA | 2 - 0               | -                                                | Attiat-Allah (10) El Moutaraji (62) |
| 16 | 2022-2023 | 9 juillet 2023    | 1/4 de finale                   | WAC - RCA | 0 - 1               | Zola (18 csc)                                    | -                                   |

## Opposition tactique
En plus de leur opposition sociale et politique dès les années 1950, une opposition tactique préconisée par le Père Jégo s'est installée entre les deux camps. Il est celui qui a posé et imprégné l'essence des deux grands clubs du pays, leur donnant chacun une identité propre et singulière.
Face à un Wydad pragmatique, efficace et nourri des idées de jeu glanées lors des voyages du Père Jégo en Angleterre, le Raja de ce dernier affiche un style plus léché, davantage inspiré du jeu sud-américain[source secondaire souhaitée] d'où son surnom « Raja Lafraja » (Raja du spectacle en arabe).
Néanmoins, à partir du milieu des années 1990, leurs styles de jeu se sont fortement rapprochés[source secondaire souhaitée]. La tendance s'est inversée lorsque le Raja a commencé à allier jeu et résultat[source secondaire souhaitée], après quoi le football marocain a assisté à une suprématie verte, dont le sextuplé de championnats engrangé entre 1996 et 2001. Ce contraste tactique est encore présent dans leurs visions footballistiques ; alors que le public du Wydad est principalement centré sur les résultats, celui du Raja exige la conservation du style de jeu ancestral de leur équipe. Cela explique les fois où le club a limogé des entraîneurs pour manque de jeu malgré des bons résultats.

## D'un club à l'autre
Malgré la profonde rivalité, de nombreux joueurs ont évolué pour les deux équipes au cours de leur carrière. La ''trahison'' a d'ailleurs pu se passer de différentes manières : transfert, fin de contrat, échange ou période intermédiaire dans un autre club. Des conflits avec les dirigeants ont parfois été à l'origine du transfert d'un joueur chez les adversaires.
Lys Mouithis et Michel Babatunde restent les seuls joueurs étrangers à avoir joué pour le Raja CA et le Wydad AC. Mustapha Bettache est quant à lui le seul à avoir occupé les fonctions de joueur et d'entraîneur pour le compte des deux équipes.

### Joueurs du Raja puis du Wydad

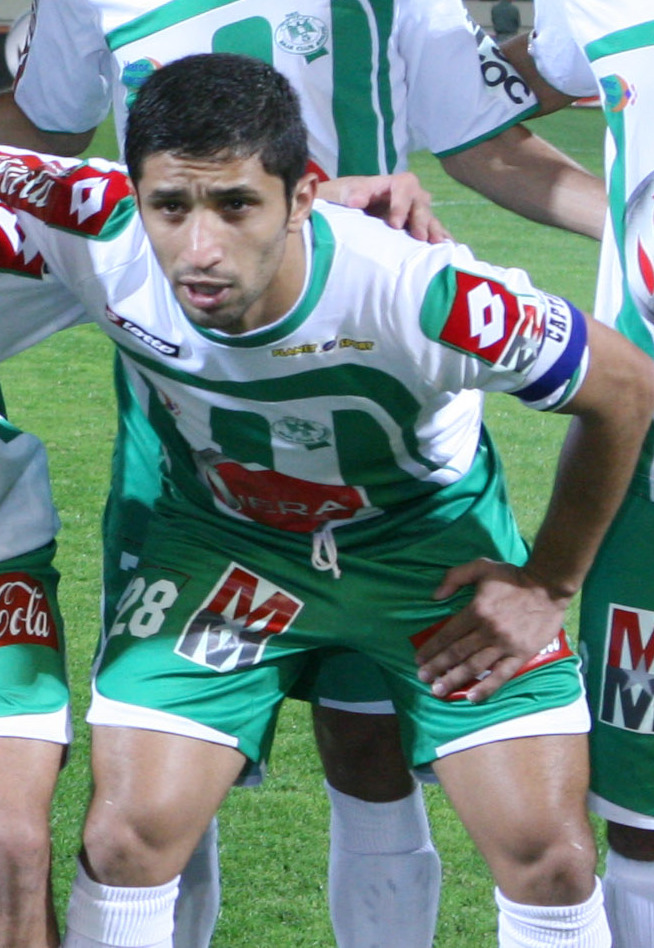
Zakaria Aboub

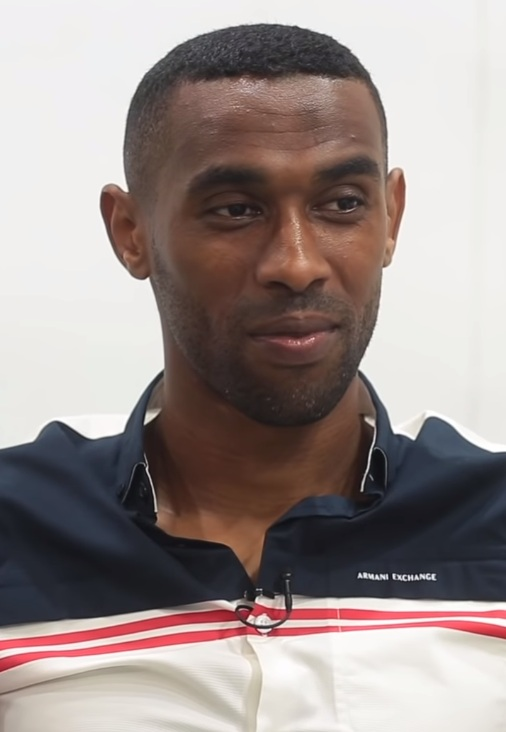
Mouhcine Iajour

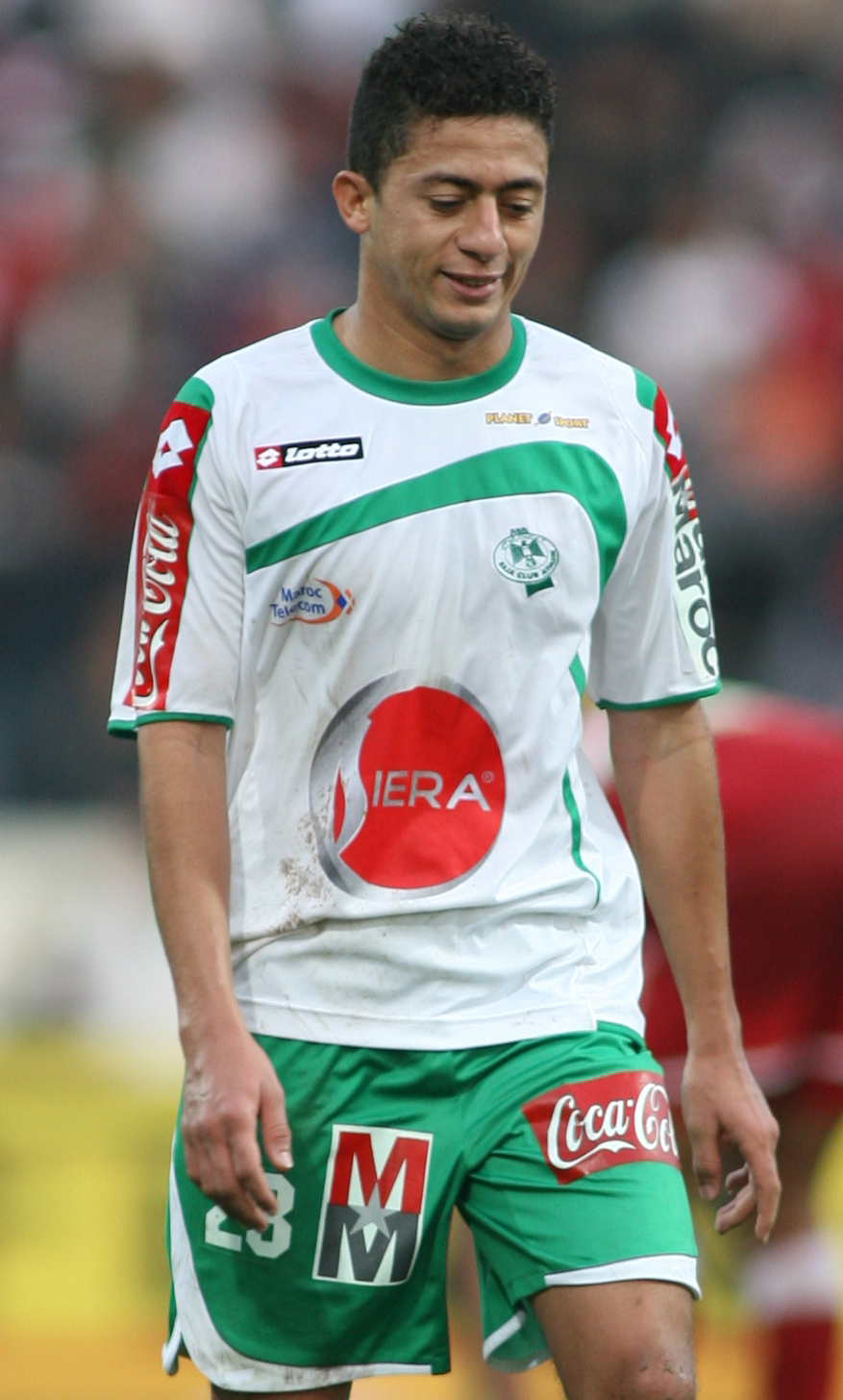
Omar Najdi

| Joueur               | Nationalité | Poste             | Raja CA                           | Wydad AC  | Source |
| -------------------- | ----------- | ----------------- | --------------------------------- | --------- | ------ |
| Moussa Hanoun        | Maroc       | Attaquant         | 1953-1963 / 1964-1966             | 1969-1970 | [ 53 ] |
| Mustapha Milazzo     | Maroc       | Défenseur         | 1956-1967                         | 1967-?    | [ 54 ] |
| Ali Bendayan         | Maroc       | Attaquant         | 1963-1968 / 1969-1971             | 1968-1969 | [ 55 ] |
| Mohamed Maaroufi     | Maroc       | Attaquant         | 1964-1966                         | 1973-1974 | [ 56 ] |
| Mohamed Beggar       | Maroc       | Gardien de but    | 1965-1968                         | ?         |        |
| Mustapha Choukri     | Maroc       | Milieu de terrain | 1966-1975                         | 1975-1979 | [ 57 ] |
| Azzeddine Abderrafii | Maroc       | Milieu de terrain | 1968-1973                         | 1973-1979 | [ 58 ] |
| Jawad El Andaloussi  | Maroc       | Défenseur         | 1972-1977 / 1983-1985             | 1981-1983 | [ 59 ] |
| Abdellatif Beggar    | Maroc       | Milieu de terrain | 1974-1984 / 1979-1983 / 1986-1987 | 1983-1986 | [ 60 ] |
| Jawad Chennaoui      | Maroc       | Attaquant         | 1977-1983 / 1985-1986             | 1983-1985 |        |
| Aziz Kharbouch       | Maroc       | Gardien de but    | 1979-1980 / 1983-1988             | 1980-1983 | [ 61 ] |
| Mohamed Fennani      | Maroc       | Défenseur         | 1979-1981                         | 1981-?    | [ 62 ] |
| Nabil Okba           | Maroc       | Attaquant         | 1994-1995 / 1996-1997             | 1998-2001 | [ 63 ] |
| Adil Sarraj          | Maroc       | Défenseur         | 1998-2000                         | 2003-2004 | [ 64 ] |
| Zakaria Aboub        | Maroc       | Milieu de terrain | 1999-2002 / 2009-2010             | 2004-2005 | [ 65 ] |
| Mohamed Armoumen     | Maroc       | Attaquant         | 2000-2003 / 2008-2009             | 2010      | [ 66 ] |
| Mustapha Bidoudane   | Maroc       | Attaquant         | 2002-2006                         | 2007-2010 | [ 67 ] |
| Mouhcine Iajour      | Maroc       | Attaquant         | 2004-2007 / 2012-2014 / 2017-2019 | 2010-2012 | [ 66 ] |
| Said Fettah          | Maroc       | Milieu de terrain | 2005-2011 / 2014-2015             | 2011-2014 | [ 68 ] |
| Hicham El Amrani     | Maroc       | Défenseur         | 2006-2009                         | 2011-2015 | [ 69 ] |
| Yassine El Kordy     | Maroc       | Défenseur         | 2006-2008                         | 2014-2017 | [ 70 ] |
| Omar Najdi           | Maroc       | Attaquant         | 2008-2011                         | 2012-2014 | [ 71 ] |
| Anas El Asbahi       | Maroc       | Milieu de terrain | 2011-2012                         | 2012-2020 | [ 72 ] |
| Zakaria El Hachimi   | Maroc       | Défenseur         | 2012-2017                         | 2017-2019 | [ 73 ] |
| Michel Babatunde     | Nigeria     | Attaquant         | 2015-2016                         | 2018-2021 | [ 74 ] |
| Hamid Ahaddad        | Maroc       | Attaquant         | 2019-2020 / 2021-2022             | 2022-2023 | [ 75 ] |
| Jamal Harkass        | Maroc       | Défenseur         | 2021-2023                         | 2023-     | [ 76 ] |

### Joueur du Wydad, puis du Raja

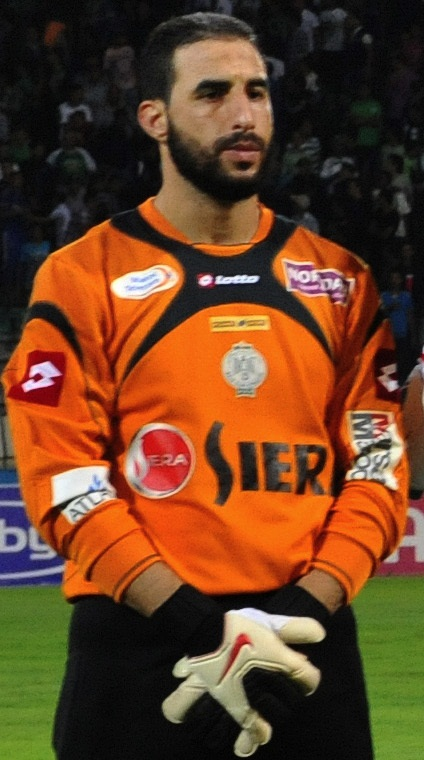
Tarik El Jarmouni

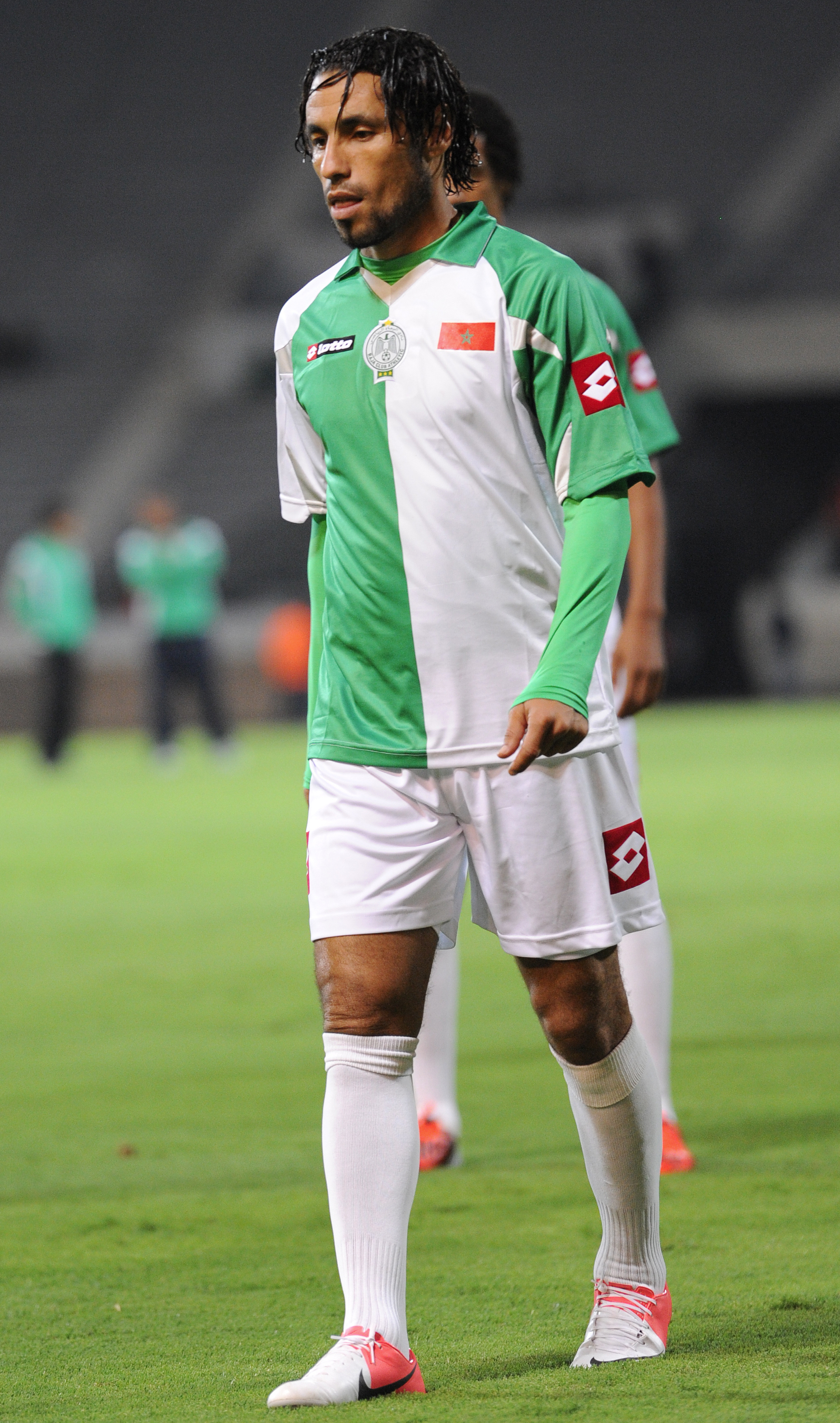
Abdelmajid-Eddine Jilani

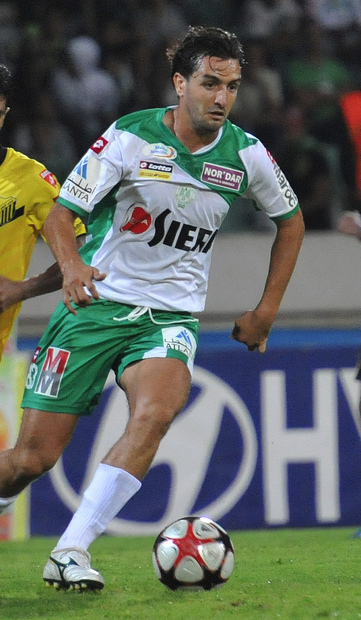
Abdelhak Ait Laarif

| Joueur                   | Nationalité | Poste             | Wydad AC              | Raja CA               | Source  |
| ------------------------ | ----------- | ----------------- | --------------------- | --------------------- | ------- |
| Abdelkader Jalal         | Maroc       | Milieu de terrain | 1939-1949             | 1949-1954             | [ 77 ]  |
| Mohamed Naoui            | Maroc       | Attaquant         | 1940-1944             | 1949-1953             | [ 78 ]  |
| Mustapha Bettache        | Maroc       | Attaquant         | 1950-1955             | 1963-1966             | [ 79 ]  |
| Abderrahmane Acila       | Maroc       | Attaquant         | 1952-1955             | 1955-1958             |         |
| Mohamed Jdidi            | Maroc       | Défenseur         | 1954-1957             | 1957-1962 / 1968-1969 | [ 80 ]  |
| Abdellah Azhar           | Maroc       | Attaquant         | 1956-1957 / 1967-1968 | 1965-1966             | [ 81 ]  |
| Mohamed Sahraoui         | Maroc       | Milieu de terrain | 1957-1971             | 1974-1975             | [ 82 ]  |
| Abdelkader Bozambo       | Maroc       | Milieu de terrain | ?-1965                | 1965-1969             | [ 83 ]  |
| Abdelaziz Anini          | Maroc       | Défenseur         | ?-1973                | 1973-1974             | [ 84 ]  |
| Mohamed Sahil            | Maroc       | Milieu de terrain | 1980-1984 / 1986-1987 | 1989                  | [ 84 ]  |
| Faouzi Kadmiri           | Maroc       | Défenseur         | 1984-1986 / 1992-1995 | 1987-1992             | [ 85 ]  |
| Khalil Azmi              | Maroc       | Gardien de but    | 1984-1992             | 1992-1994             | [ 86 ]  |
| Hassan Hirs              | Maroc       | Défenseur         | 1987-1990             | 1990-1992             | [ 87 ]  |
| Mustapha El Gherchi      | Maroc       | Défenseur         | ?-1992                | 1992-1995             | [ 88 ]  |
| Mustapha Bark            | Maroc       | Milieu de terrain | ?                     | 1989-1991             |         |
| Khalid Fouhami           | Maroc       | Gardien de but    | 1991-1994             | 2006-2008             | [ 89 ]  |
| Tarik El Jarmouni        | Maroc       | Gardien de but    | 2000-2002             | 2009-2012             | [ 90 ]  |
| Abdelmajid-Eddine Jilani | Maroc       | Attaquant         | 2001-2002             | 2012-2013             | [ 91 ]  |
| Abdelhak Ait Laarif      | Maroc       | Milieu de terrain | 2002-2005 / 2009-2011 | 2011-2012             | [ 92 ]  |
| Youness Bellakhdar       | Maroc       | Défenseur         | 2005-2006 / 2016-2017 | 2009-2011             | [ 93 ]  |
| Zakaria Ismaili          | Maroc       | Défenseur         | 2007-2010             | 2010-2011             | [ 94 ]  |
| Jawad Issine             | Maroc       | Attaquant         | 2010-2014             | 2014-2015             | [ 95 ]  |
| Lys Mouithis             | Congo       | Attaquant         | 2011-2013             | 2014                  | [ 96 ]  |
| Youssef Kaddioui         | Maroc       | Milieu de terrain | 2011-2012             | 2015-2017             | [ 97 ]  |
| Abdeladim Khadrouf       | Maroc       | Milieu de terrain | 2016-2018             | 2018                  | [ 98 ]  |
| Mohamed Nahiri           | Maroc       | Défenseur         | 2017-2020             | 2021-2023             | [ 99 ]  |
| Haitam El Bahja          | Maroc       | Défenseur         | 2019-2021             | 2022-2023             | [ 100 ] |

### Entraîneur du Raja puis du Wydad

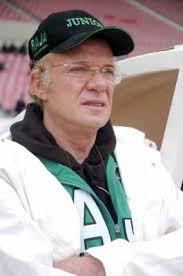
Oscar Fulloné

| Entraîneur          | Nationalité | Raja CA                    | Wydad AC              | Source  |
| ------------------- | ----------- | -------------------------- | --------------------- | ------- |
| Abdelhak El Kadmiri | Maroc       | 1967-1968                  | ?                     | [ 101 ] |
| Abderrahman Mahjoub | Maroc       | 1969-1970                  | ?                     | [ 102 ] |
| Abdelkader Lakhmiri | Maroc       | 1970-1971                  | ?                     | [ 103 ] |
| Iva Tachkov         | Bulgarie    | 1976-1978                  | ?                     |         |
| Alexandru Moldovan  | Roumanie    | 1996-1997, 2000-2001, 2005 | 1997-1998             |         |
| Oscar Fulloné       | Argentine   | 1998-2000, 2005-2006       | 2002-2003 / 2008      | [ 104 ] |
| Faouzi Benzarti     | Tunisie     | 2013-2014 / 2022           | 2018-2019 / 2020-2021 | [ 105 ] |
| Juan Carlos Garrido | Espagne     | 2017-2019                  | 2020                  | [ 106 ] |

### Entraîneur du Wydad puis du Raja

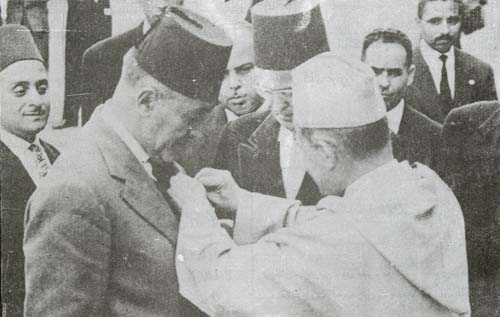
Le Père Jégo

| Entraîneur            | Nationalité | Wydad AC                     | Raja CA                           | Source  |
| --------------------- | ----------- | ---------------------------- | --------------------------------- | ------- |
| Père Jégo             | Maroc       | 1939-1952                    | 1957-1967 / 1968-1969             | [ 107 ] |
| Kacem Kacemi          | Maroc       | ?                            | 1956                              | [ 108 ] |
| Mustapha Bettache     | Maroc       | 1972-1974 / 1975-1978        | 1981                              | [ 79 ]  |
| Yuri Sebastienko (en) | Ukraine     | 1989-1994 / 1999 / 2000-2001 | 2001                              | [ 109 ] |
| José Romão            | Portugal    | 2005-2006                    | 2008-2009 / 2009-2010 / 2014-2015 | [ 110 ] |

## Record d'audience
Le record d'audience télévisée est détenue par le 130e Derby comptant pour la 25e journée de Botola 2020-2021. La Société nationale de radiodiffusion et de télévision a annoncé via un communiqué que la rencontre a rassemblé 7 millions de téléspectateurs sur Arryadia.

## Autour de la rivalité

### Stade

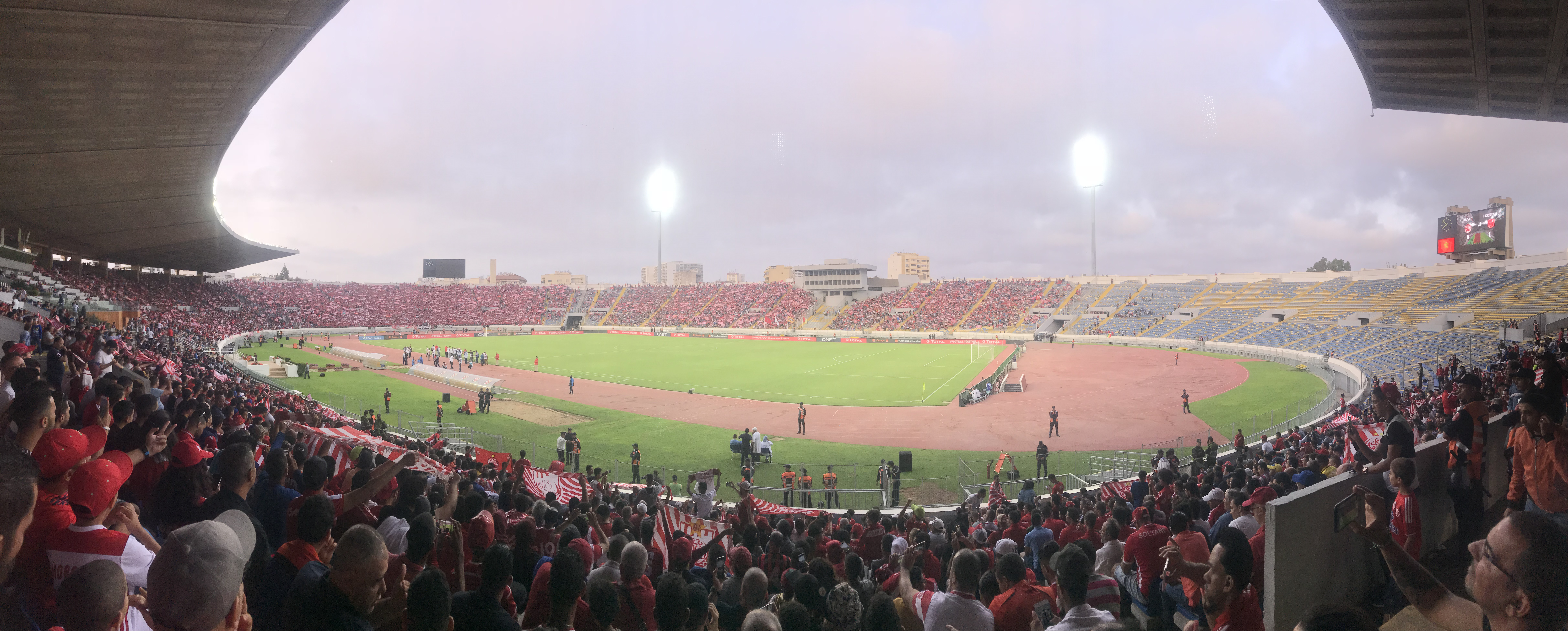
Le Stade Mohammed-V, fief historique des deux clubs casablancais

Depuis 1957, les deux clubs jouent leurs rencontres à domicile au Stade Mohammed-V, d'une capacité de 45 891 places. Inauguré le 6 mars 1955 sous le nom de Stade Marcel-Cerdan, il est renommé Stade d'Honneur un an plus tard. Il reçoit son nom actuel à l'occasion des Jeux méditerranéens 1983 organisés à Casablanca, en l'honneur du roi Mohammed V.
Surnommé « le temple du football casablancais », le Stade Mohammed-V accueille souvent les matches de l'Équipe nationale Marocaine et fut le théâtre d'événements importants dans l’histoire du football en Afrique. Le stade est au cœur d'un grand complexe sportif comprenant une salle omnisports de 15 000 places, un hôtel, une piscine olympique couverte, un centre média, une salle de conférence, une salle de réunion, un centre de soins et un centre de lutte antidopage.
Bien que le premier derby fut joué le 10 février 1957 au Stade Philip (Stade Larbi-Benbarek actuellement), les deux équipes s'affrontent depuis au Stade Mohammed-V. Il fut délocalisé parfois à Rabat, Tanger ou Marrakech pour des raisons diverses (rénovations, huis-clos...),,.

### Supporters
Les supporters du Raja CA et du Wydad AC sont considérés parmi les meilleurs du monde de par leur ferveur et les animations qu'ils disposent dans le stade (tifos, fumigènes, pots de fumée, chants de stade etc..). Leur confrontation a donné au Derby une dimension mondiale qui lui a permis d'être régulièrement cité parmi les plus chauds de la planète,,. L'impact des supporters s'est largement accentué avec l'émergence du mouvement ultras au début des années 2000, donnant naissance à des groupes fanatiques, autofinancés et menés par un Capo qui rythme le virage et synchronise les animations,.
« J'ai vécu des PSG-Marseille dans une sacrée ambiance. Je suis présenté au public le jour du match. Là, je me suis dit "mais où est-ce que je suis ? Qu'est ce que ça, c'est trop !"», s'enthousiasme Samir Malcuit.
En 2003, le premier groupe supporters à faire son apparition est La Clique Celtic (en référence aux maillots verts et blancs du Celtic Glasgow qu'ils portaient), qui soutenait le Raja. Les principaux groupes de Casablanca sont :
- Ultras Green Boys : premier groupe ultras du Maroc fondé le 21 juin 2005 par des anciens membres de La Clique Celtic. Il fait son début le 24 septembre 2005 au Stade Mohammed-V lors de la demi-finale de la Ligue des champions contre l'Étoile du Sahel. Au match retour, il réalise le premier déplacement d'un groupe marocain à l'étranger[122].
- Ultras Eagles : créé le Lundi 6 juin 2006. De jeunes rajaouis bourrés d’amour inconditionnel pour le Raja de Casablanca rejoignirent le groupe pour former une masse capable de s’imposer dans le virage. À la suite de plusieurs réunions le groupe se mit d’accord sur le logo et le slogan du groupe ”L’art d’être Ultras“[123].

En dehors des stades, ces groupes s'investissent dans des actions caritatives (distribution de paniers alimentaires, aides envers les sans-papiers, caravanes humanitaires, dons de sang etc..),. Au fils du temps, plusieurs autres groupes sont apparus puis disparus ; le dernier en date est le groupe GS Derb Sultan 1949/06 qui s'est retiré du virage du Raja en février 2020.
Le 23 octobre 2022, les deux formations s'affrontent devant leurs supporters après une période de huis-clos de trois ans ; la plus longue de l'histoire du derby (pour cause de Covid-19). Pour leur retour au stade, les fans ont réalisé des animations de part et d’autre du terrain qui ont eu un écho sur les réseaux sociaux,. Quelques affrontements ont éclaté aux alentours du stade après la fin du match.

### Popularité et communication
Considéré comme le club le populaire du pays, le Raja a été désigné par Marca en 2019 comme le plus populaire du continent,. En novembre 2022, le club est leader au Maroc et troisième en Afrique en termes de chiffres sur les réseaux sociaux rassemblant près de 9,8 millions de followers. Le Wydad arrive en deuxième position avec plus de 4,1 millions de followers.
Le 21 janvier 2023, le Raja annonce avoir franchi la barre des dix millions d'abonnés sur ses réseaux sociaux.
| Date d'inscription | Réseau social | Compte principal       | Nombre d'abonnés |
| ------------------ | ------------- | ---------------------- | ---------------- |
| 30 juillet 2010    | Facebook      | « Raja Club Athletic » | 6 300 000        |
| juillet 2015       | Instagram     | « @rcaofficiel »       | 3 600 000        |
| décembre 2013      | Twitter       | « @rcaofficiel »       | 1 100 000        |
| 30 août 2012       | YouTube       | « Raja Club Athletic » | 600 000          |
| avril 2020         | TikTok        | « @rcaofficiel »       | 670 000          |
| Total              | Total         | Total                  | 12 270 000       |

| Date d'inscription | Réseau social | Compte principal        | Nombre d'abonnés |
| ------------------ | ------------- | ----------------------- | ---------------- |
| 2 mai 2012         | Facebook      | « WACofficiel »         | 3 000 000        |
| septembre 2013     | Instagram     | « @wacofficiel »        | 2 000 000        |
| mai 2012           | Twitter       | « @WACofficiel »        | 500 000          |
| 2 mai 2012         | YouTube       | « Wydad Athletic Club » | 250 000          |
| mars 2022          | TikTok        | « @wacofficiel »        | 250 000          |
| Total              | Total         | Total                   | 6 000 000        |

### Incidents

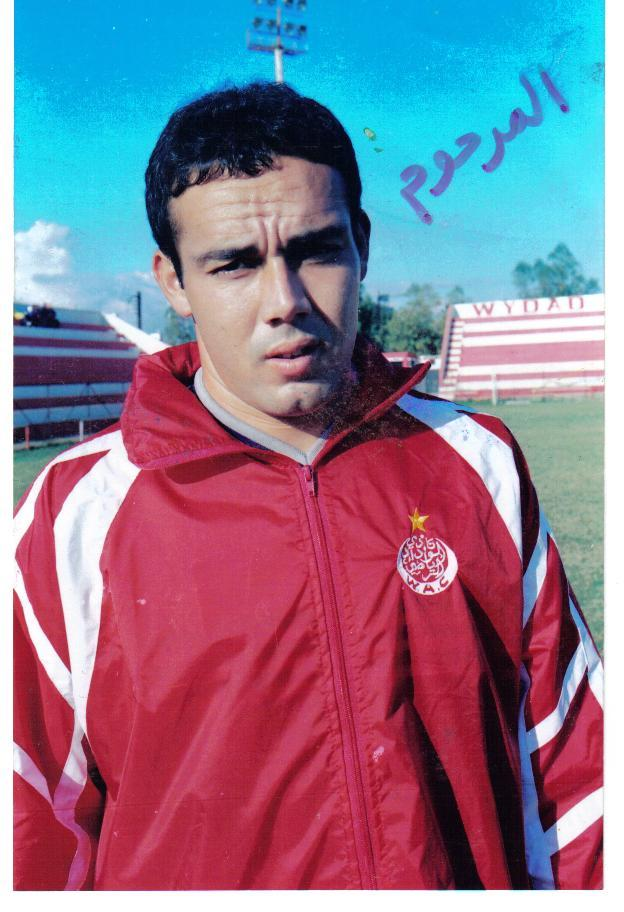
Youssef Belkhouja décède d'une crise cardiaque le 29 septembre 2011

À l'image de la rivalité ardente, voire excessive, qui persiste entre les deux clubs, des incidents ont eu lieu avant, pendant ou après les rencontres entre les supporters et parfois même entre les joueurs. Ces actes sont principalement des bagarres, des jets de pierres, des invasions de la pelouse, des vandalismes, etc.. provoquant des blessés et très rarement des morts.
Le 29 septembre 2001, lors du 100e Derby comptant pour la demi-finale de la Coupe du Trône, Youssef Belkhouja, défenseur prometteur du Wydad et de l'équipe nationale avec qui il a joué deux rencontres, s'écroule sur la pelouse du Stade Mohammed V en plein match, et décède d’une crise cardiaque après son transfert à l'hôpital. La qualité des examens médicaux alors en vigueur furent vivement reprochés.
Le 20 octobre 2007, Hamza Eddali, supporter du Wydad âgé de 17 ans, décède après avoir été percuté par un bus alors qu'il se rendait au Stade Mohammed-V. Il reste la dernière personne mort le jour du Derby, même si les circonstances exactes de sa mort restent incertaines.
Le 18 avril 2010, après la victoire du Raja grâce au but de Mamadou Baila, plusieurs actes de hooliganisme ont lieu comme des bagarres entre supporters ce qui causa des blessées et des dégâts matériels. Plus d'une centaine de personnes furent arrêtées par les forces de police. Parmi les nombreux incidents enregistrés, un taxi a été attaqué parce qu'un supporter portant les couleurs de son équipe s'y était embarqué.
Le 6 mai 2012, le 112e derby s'est joué sans les supporters Wydadis qui boycottent les matchs après les événements du 14 avril contre l'AS FAR, qui ont causé la mort de Hamza Bakkali et les blessures de 250 supporters et 90 éléments des forces de l’ordre,.

#### Derby du 20 décembre 2015
Le 20 décembre 2015, le 133e Derby a failli mettre définitivement un terme aux activités des groupes ultras marocains, à la suite d'incidents violents qui ont émaillé la rencontre. L'ambiance qui a accompagné la semaine du match, la tension, les tacles à la gorge et les duels musclés des joueurs sur le terrain sont mémorables. Le Stade Mohammed-V est déjà plein à craquer deux heures avant le coup d'envoi, avancé à 14h pour des raisons de sécurité.
2015 marque le 10e anniversaire des deux groupes ultras qui s'occupent de l'animation: le classique des Winners face aux Green Boys, pionniers du mouvement au Maroc. Faute de spectacle sur le terrain, les supporters l'ont assuré sur les gradins. Avant le coup d'envoi, deux tifos géants ont été levés dans chaque virage, des centaines de fumigènes craqués et des milliers de gorges nouées, qui chantent en l'honneur de leurs clubs. Site de référence spécialiste du mouvement ultras, Ultras World a fait le déplacement et ses reporters ont obtenu l'accord pour filmer quelques interviews et images de préparation des Winners, tandis que les Green Boys ont décliné leur demande. Le site a pu documenté, au plus près, l'ambiance du derby le plus chaud du continent.
En tribunes, le 7e art était à l'honneur. Les Rouges choisissent le mythique film de Michael Curtiz, Casablanca. De l'autre côté, les Verts parlent de renaissance (Rebirth) après une période difficile. Quelques minutes plus tard, les premiers tifos descendent, place aux clashs. Les Rouges qualifient leurs rivaux de "Pinocchio". Du côté adverse, un second tifo évoque un autre film : Idiocracy, avec une flèche pointant le côté nord du stade. Au retour des vestiaires, les Winners commémorent un vol de bâche (contestée par les Green Boys) qui remonte à 2006, mais les Green Boys rappliquent immédiatement en ressortant la bâche en question, le tout accompagné d'un pyroshow. Alors qu'on s'approche de la fin du match, deux supporters du Raja se faufilent et étendent leur drapeau au-dessus des Rouges. Ces derniers montent à leur tour, en plus grand nombre, devant les yeux des forces de l'ordre qui n'avaient aucun moyen d'atteindre les bagarreurs, perchés sur le toit du stade. Les deux camps se sont échangé les coups pendant plus de 10 minutes, avant que ces incidents ne dépassent les limites du stade pour atteindre les rues de la ville, causant plusieurs dégâts aux biens publics.
Au total une trentaine de personnes ont été arrêtées; dont une quinzaine de mineurs. Trois voitures de police et quatre bus de transport urbain ont été endommagés et 25 policiers blessés à différents degrés. En avril 2016, bâches, tifos, banderoles et antres accessoires des groupes ultras ont été interdits dans les stades marocains par le Ministère de l'Intérieur. Cette interdiction ont provoqué à son tour plusieurs incidents, et plus particulièrement avec les Green Boys qui ont adopté une politique de « bâchage forcé », avant d'être levée en deux ans plus tard.

## Galerie d'images

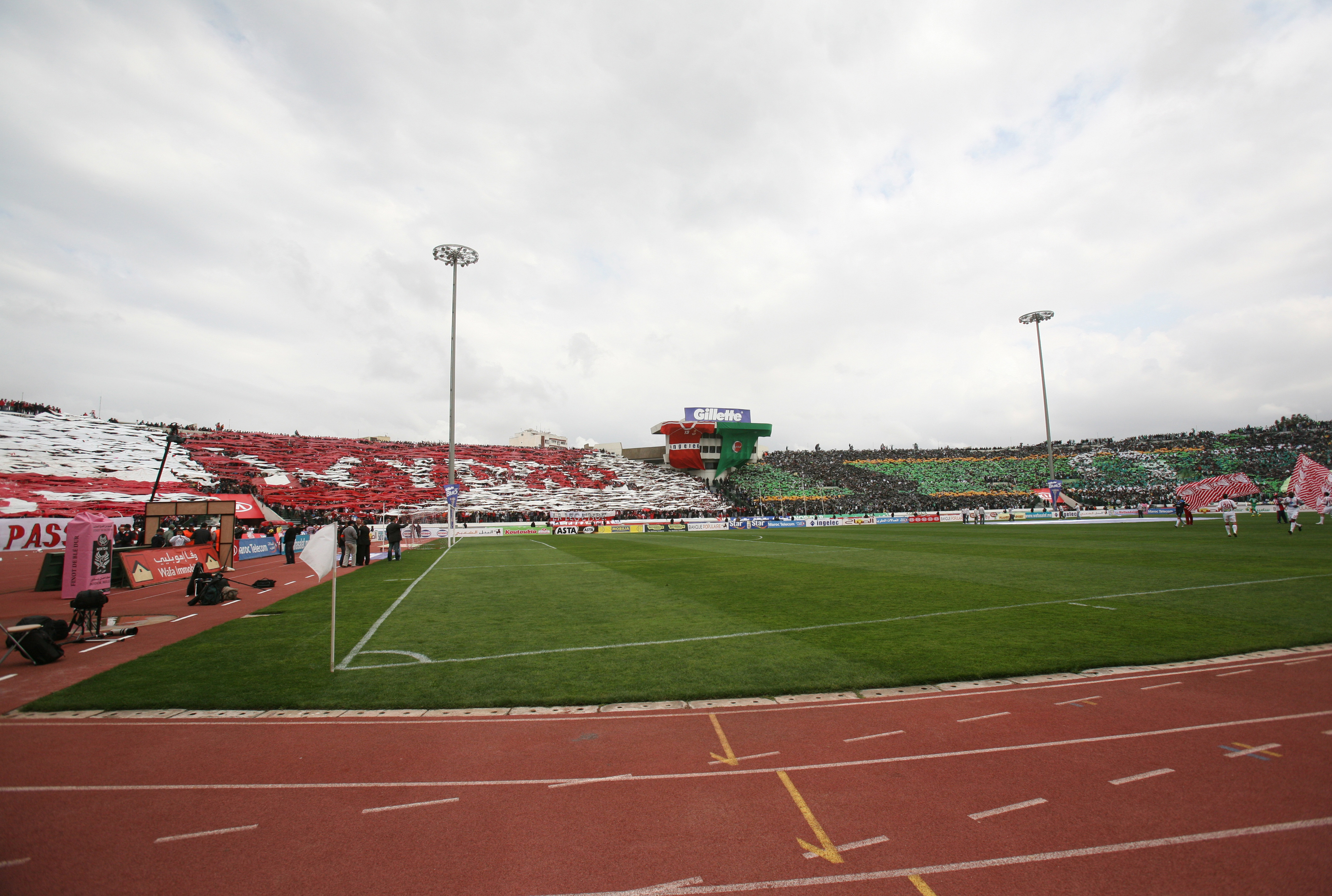
Tifos des Winners et des Green Boys(18-04-2010)
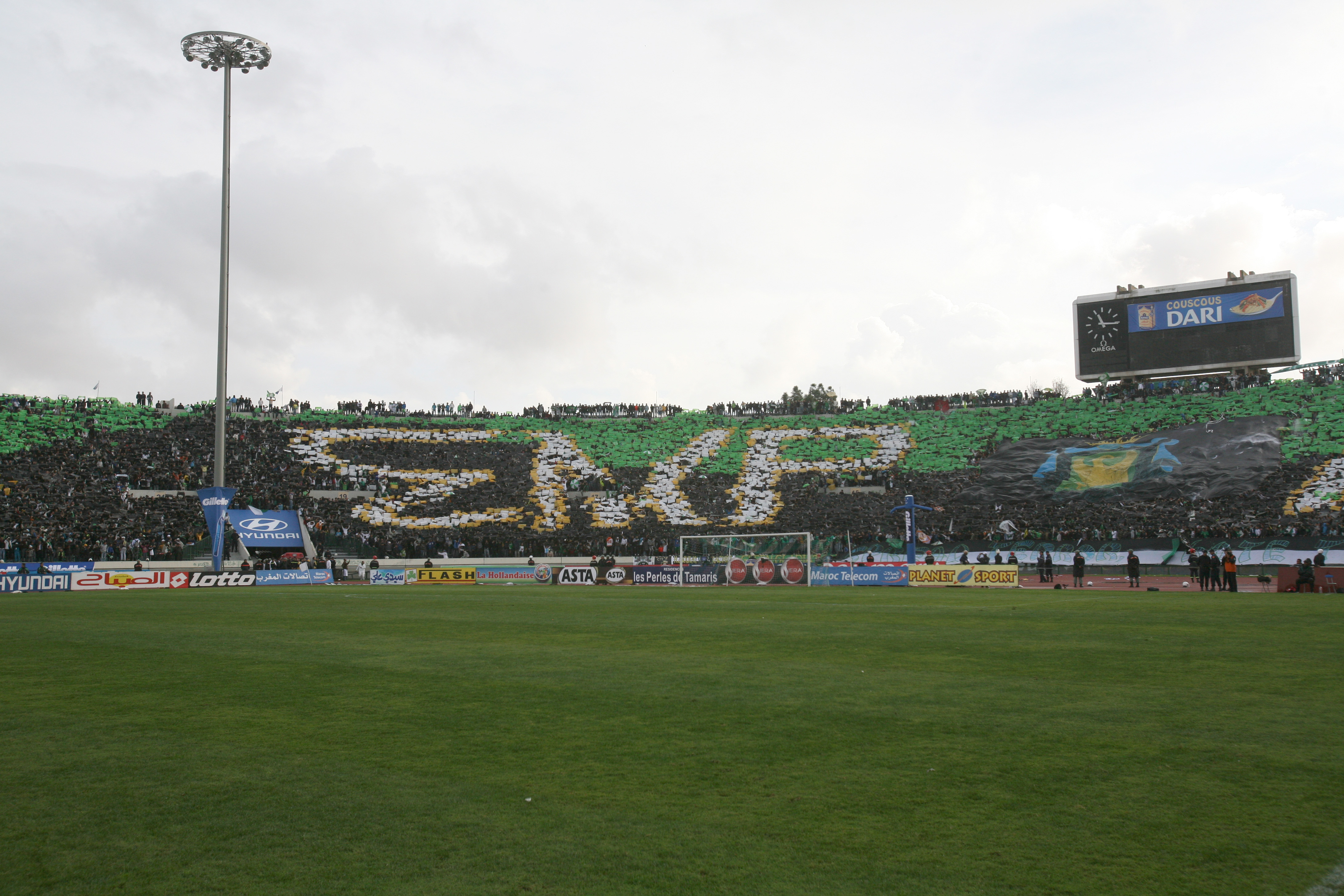
Tifo des Green Boys (20-12-2009)
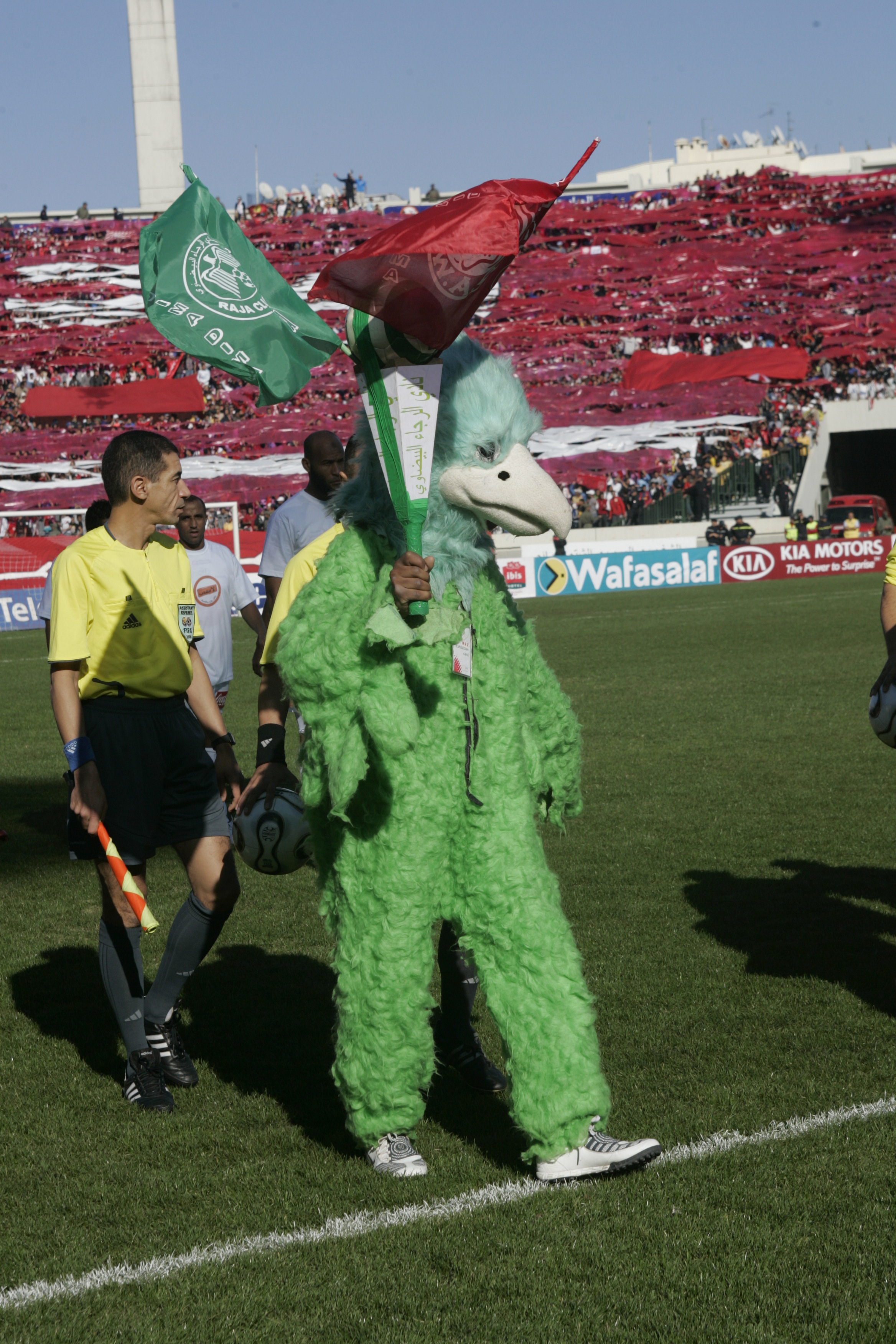
Mascotte du Raja CA (16-11-2008)
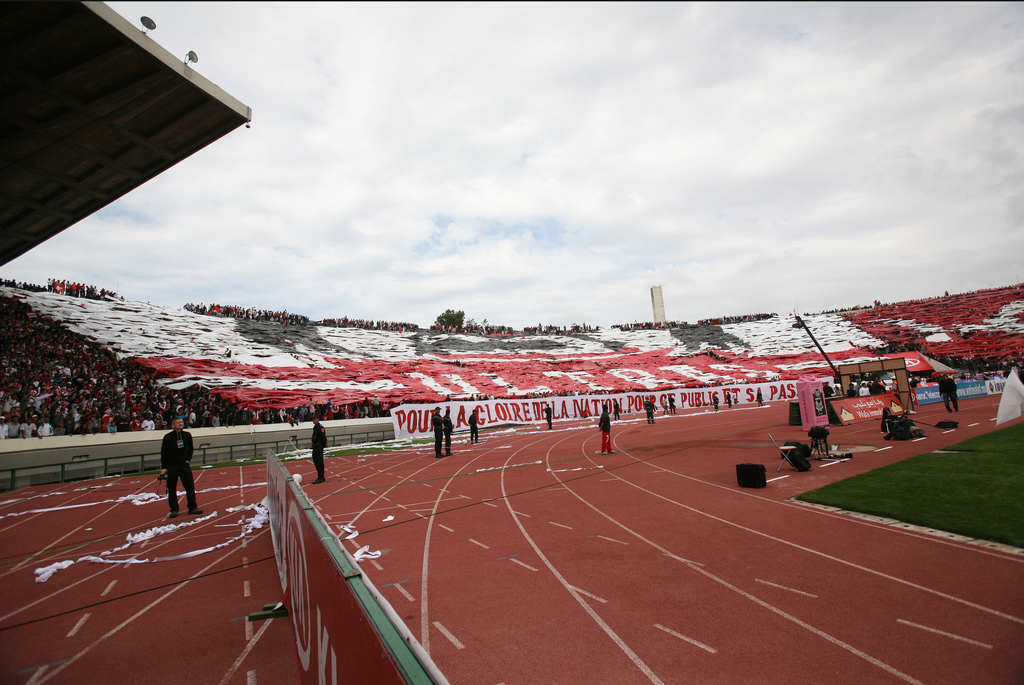
Tifos des Winners (18-04-2010)
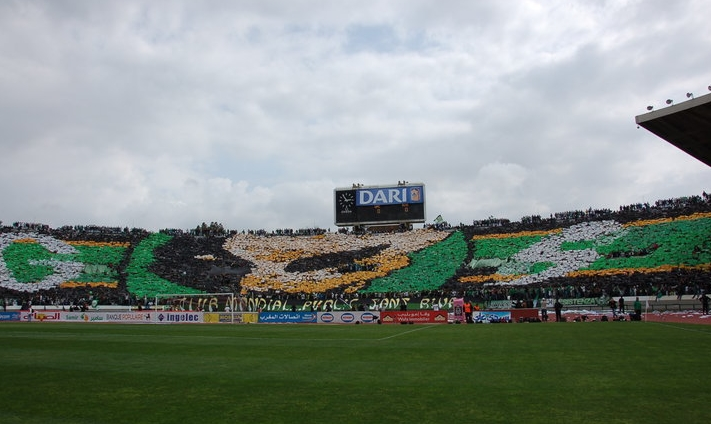
Tifos des Green Boys (18-04-2010)
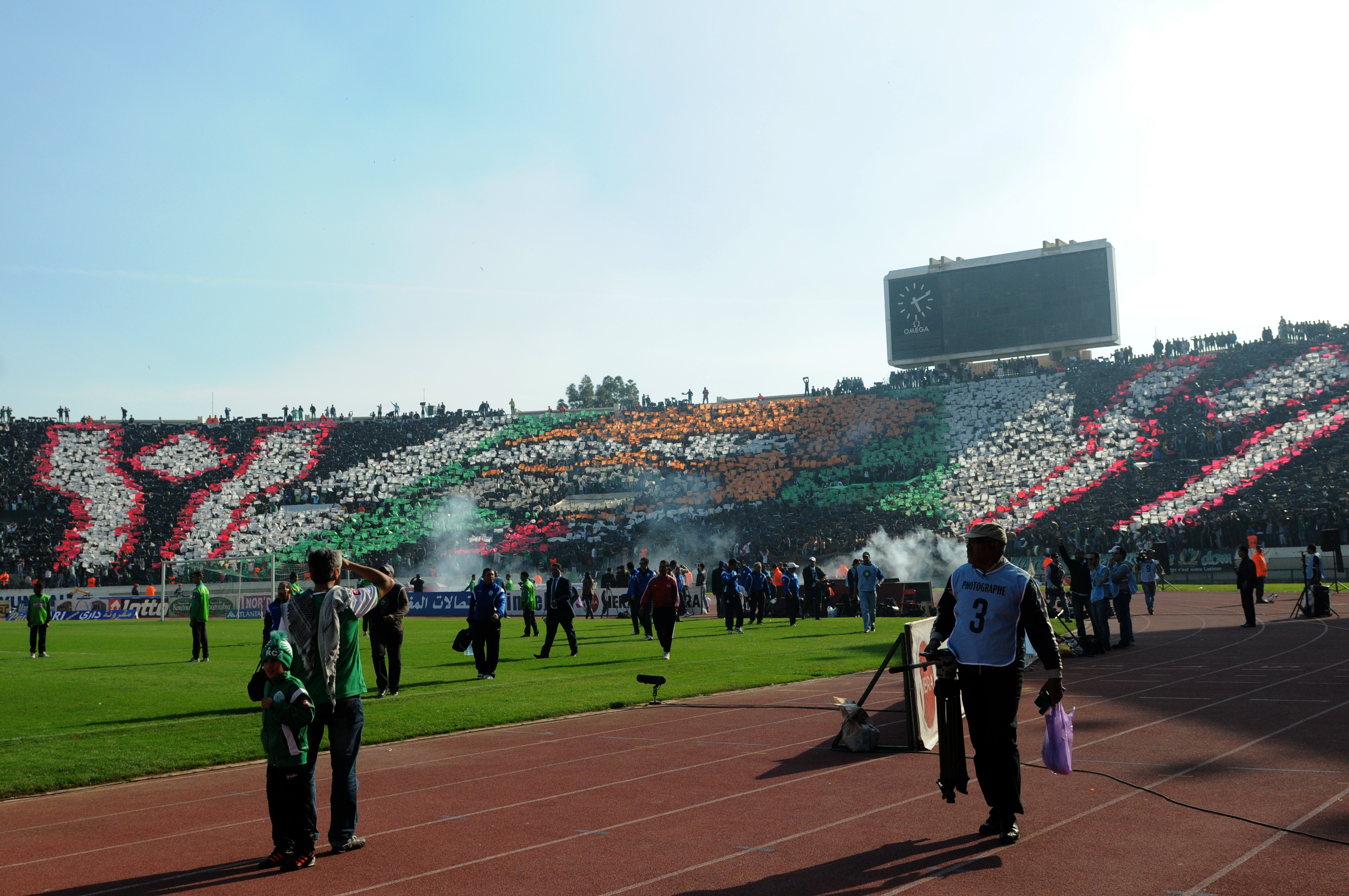
Tifo des Ultras Eagles (15-12-2012)
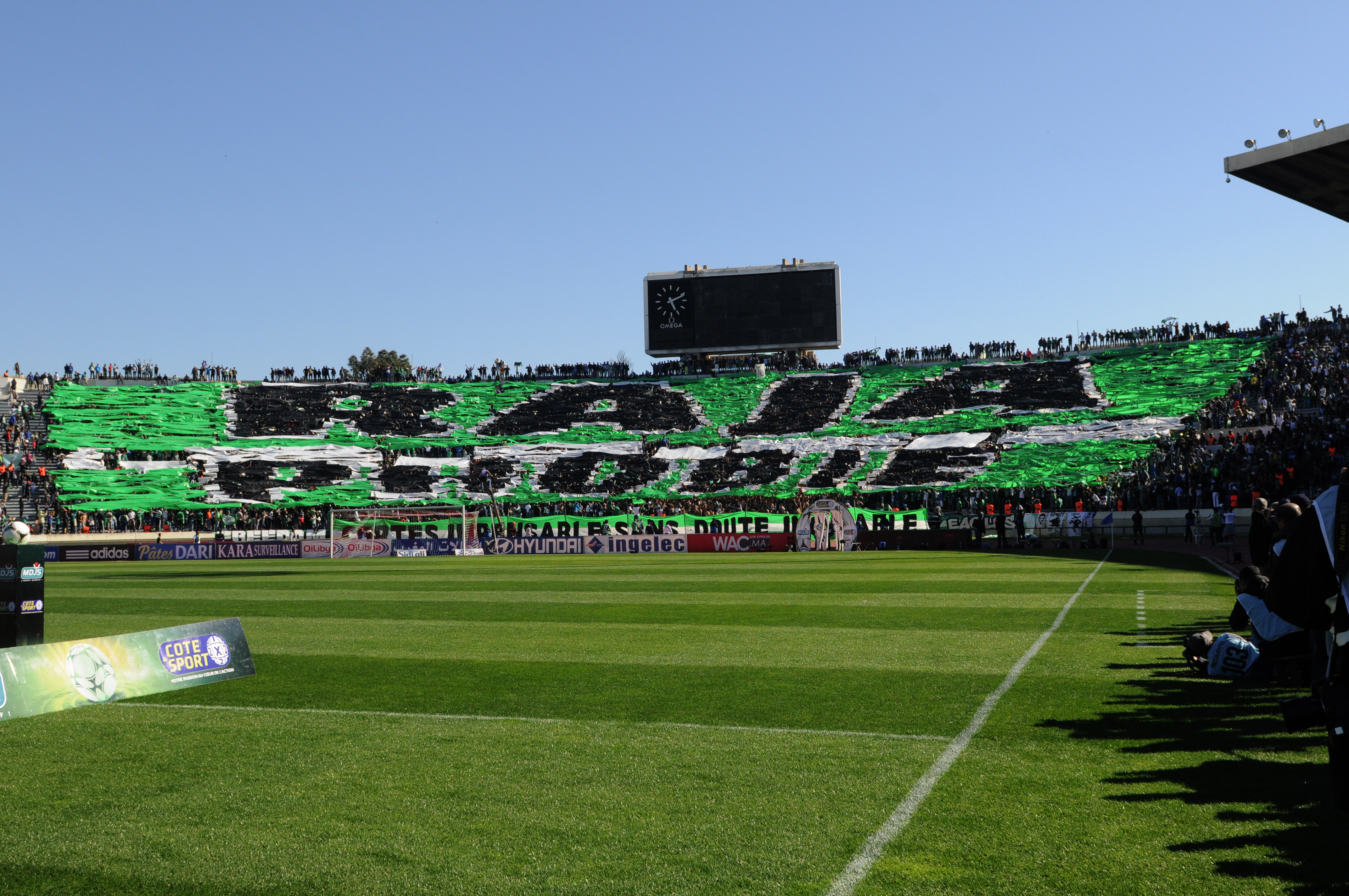
Tifos des Ultras Eagles (06-04-2014)
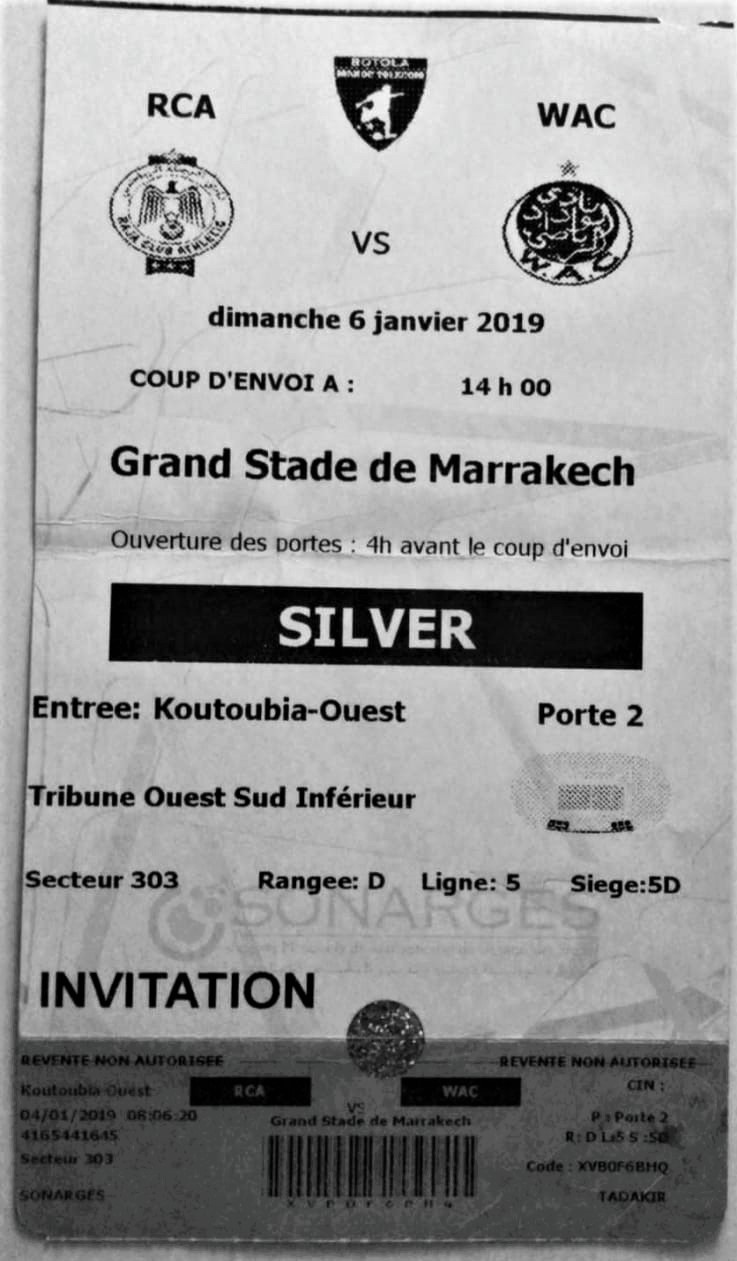
Ticket RCA-WAC à Marrakech (2018-2019)